# Famille du Chastel
Pour les articles homonymes, voir Chastel.
 (avril 2021).
La mise en forme du texte ne suit pas les recommandations de Wikipédia : il faut le « wikifier ».
Les points d'amélioration suivants sont les cas les plus fréquents. Le détail des points à revoir est peut-être précisé sur la page de discussion.
- Les titres sont pré-formatés par le logiciel. Ils ne sont ni en capitales, ni en gras.
- Le texte ne doit pas être écrit en capitales (les noms de famille non plus), ni en gras, ni en italique, ni en « petit »…
- Le gras n'est utilisé que pour surligner le titre de l'article dans l'introduction, une seule fois.
- L'italique est rarement utilisé : mots en langue étrangère, titres d'œuvres, noms de bateaux, etc.
- Les citations ne sont pas en italique mais en corps de texte normal. Elles sont entourées par des guillemets français : « et ».
- Les listes à puces sont à éviter, des paragraphes rédigés étant largement préférés. Les tableaux sont à réserver à la présentation de données structurées (résultats, etc.).
- Les appels de note de bas de page (petits chiffres en exposant, introduits par l'outil «  Source ») sont à placer entre la fin de phrase et le point final[comme ça].
- Les liens internes (vers d'autres articles de Wikipédia) sont à choisir avec parcimonie. Créez des liens vers des articles approfondissant le sujet. Les termes génériques sans rapport avec le sujet sont à éviter, ainsi que les répétitions de liens vers un même terme.
- Les liens externes sont à placer uniquement dans une section « Liens externes », à la fin de l'article. Ces liens sont à choisir avec parcimonie suivant les règles définies. Si un lien sert de source à l'article, son insertion dans le texte est à faire par les notes de bas de page.
- La présentation des références doit suivre les conventions bibliographiques. Il est recommandé d'utiliser les modèles {{Ouvrage}}, {{Chapitre}}, {{Article}}, {{Lien web}} et/ou {{Bibliographie}}. Le mode d'édition visuel peut mettre en forme automatiquement les références.
- Insérer une infobox (cadre d'informations à droite) n'est pas obligatoire pour parachever la mise en page.

Pour une aide détaillée, merci de consulter Aide:Wikification.
Si vous pensez que ces points ont été résolus, vous pouvez retirer ce bandeau et améliorer la mise en forme d'un autre article.
La famille du Chastel était une des familles nobles importantes du diocèse de Léon, dans le nord-ouest de la Bretagne, dont la seigneurie principale avait au XIVe siècle son siège au château de Trémazan, à Landunvez dans le Finistère et qui a donné plusieurs personnalités importantes qui ont servi les ducs de Bretagne et les rois de France.
Sa généalogie suivie commence avec Bernard de Castro, auteur d'un acte de 1274. Elle s'est éteinte avec la mort en 1865 de Gabriel-Victor du Chastel marié à la Martinique avec Marie d'Anglars de Bassignac.

## Origine

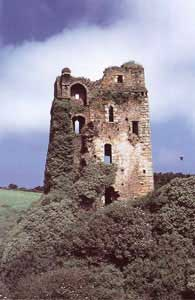
Le château de Trémazan.

Les du Chastel appartenaient à la haute noblesse bretonne du Moyen Âge et de la Renaissance, et comptaient parmi les quatre familles les plus importantes du Léon, qu'un ancien dicton caractérise en ces termes : « antiquité de Penhoët, vaillance du Chastel, richesse de Kermavan et chevalerie de Kergounadeac'h ».[réf. nécessaire]
Les fiefs du Chastel s'étendaient sur une grande partie du Léon. Landunvez est au cœur d'un territoire s'étendant sur 25 paroisses avec des juridictions à Brest, Lannilis et Cléder.[réf. nécessaire]
À la réformation de 1491, la famille du Chastel aurait justifié d'une ancienneté de quatorze générations; dans l'hypothèse d'une continuité des générations, ceci permettrait de situer les premiers degrés au XIe siècle ou avant dans le cas d'une discontinuité. Attester de quatorze générations devait être assez singulier et manifeste d'une certaine ancienneté du lignage car au début du XVIe siècle les familles nobles étaient en mesure de prouver leur ascendance avec des actes mais sur trois à cinq générations en général. La vita de Saint-Tanguy aurait fait remonter ce lignage jusqu'à l'époque de saint Tanguy de Locmazhé qui aurait vécu au VIe siècle, et, bien que cette vita fut établie dans le cadre de l’élaboration d’une idéologie nobiliaire à l’usage d’un véritable « clan » léonard, André-Yves Bourgès, historien spécialisé dans l'hagio-historiographie médiévale, évoque la possibilité selon laquelle la réalité ait rejoint la fiction.
Les documents sur la montre de 1491 et la vita de Saint-Tanguy ayant disparu, le Bulletin de la Société académique de Brest, tome XIX, 1894, observant la récurrence du prénom Tanguy au sein du lignage, indique que pour nouer un lien avec le passé des du Chastel dont la légende de saint Tanguy de Locmazhé qui serait mort en 592 fait partie, il a existé un ancien comte "Tanguy". Celui-ci apparait dans un acte du 27 novembre 910, d'après le cartulaire de Redon charte no 279, où il fit avec son filleul Derrien, fils d'Alain le Grand roi de Bretagne de 890 à 907, donation aux moines de Saint-Sauveur d'une terre à Elven. Le comte Tanguy est le gendre du roi de Bretagne Alain Ier qui s'est notamment illustré à la bataille de Questembert vers 888-890 où il défait les Vikings après sa réconciliation avec Judicaël prince de Poher(mort vers 888-890 et laissant donc le champ libre à Alain Ier, désormais sans concurrent, pour parvenir à la tête du royaume de Bretagne avec la reconnaissance de Charles le simple) et l'aide de Bérenger II de Neustrie (à la tête de la marche de Neustrie contre les Normands d'une famille de la noblesse carolingienne, tandis que la marche de Neustrie contre les Bretons était tenue par les Robertiens), où Alain Ier "fit un si grand carnage des ennemis que quinze mille qu’ils étaient auparavant à peine 4 000 regagnèrent-ils la flotte". Le comte "Tanguy" est donc un comte de l'époque carolingienne, beau-frère de Mathuedoï comte de Poher, père d'Alain II de Bretagne, dit « Barbetorte » (signifiant à la barbe mal plantée ou hirsute), ces derniers se sont exilés comme les principaux membres de l'aristocratie bretonne depuis 919 à la suite des invasions normandes en Bretagne insulaire notamment Alain II qui trouve refuge avec son père Mathuedoï à la cour de son parrain Æthelstan roi des Anglo-Saxons et premier roi d'Angleterre à la suite de son unification, ou chez les Francs; avant de revenir en Bretagne armoricaine vers 935.
En 1231, Tanguy, fils Alterius, pourrait être le père de Bernard du Chastel (de Castro). Frédéric Morvan fait remarquer que "cette succession Tanguy-Bernard n’est pas sans rappeler celle de la maison vicomtale de Poher, région où les Chastel disposaient d’importants biens". André-Yves Bourgés note que "...Quant à Bernard, il s’agit d’un nom qui se retrouve en alternance avec celui de Tanguy chez les vicomtes de Poher aux XIe – XIIe siècles".
Francis Favereau, professeur des universités, CRBC Université Européenne de Bretagne, indique à l'article "vouloir" de son dictionnaire français-breton, que "mar car Doe" est la devise du comte du Poher qui signifie "Dieuleveult"; or Mar Car Doe, est la devise des "du chastel" telle qu'elle apparaît à de multiples reprises au sein du lignage.
En 1248, Bernard du Chastel (nobili viro domino Bernardo de Castro) se serait croisé aux côtés du duc Pierre de Dreux et du roi Saint Louis, ses armoiries ont été placées vers 1671 au pignon oriental de la chapelle du Crann à Spézet après une querelle de prééminence, afin de rappeler le rôle qu’il joua comme fondateur de la première chapelle après avoir échappé à la peste. Différents ouvrages font référence à Bernard du Chastel comme batisseur du château de Trémazan à son retour de la septième croisade, l'analyse récente du bois dans la structure (datation dendrochronologique) du château indique une mise en œuvre vers 1330-1350, il s'agirait alors sinon d'une construction plutôt d'une reconstruction au XIVe s; cette datation scientifique est certainement à mettre en correspondance avec le fait que Raoul Caours, mercenaire au service du roi de France, s’empara de Trémazan en (ou vers) 1351 et saccagea les châteaux et les biens des Sires du Châtel, ce qui accréditerait la thèse d'une reconstruction.

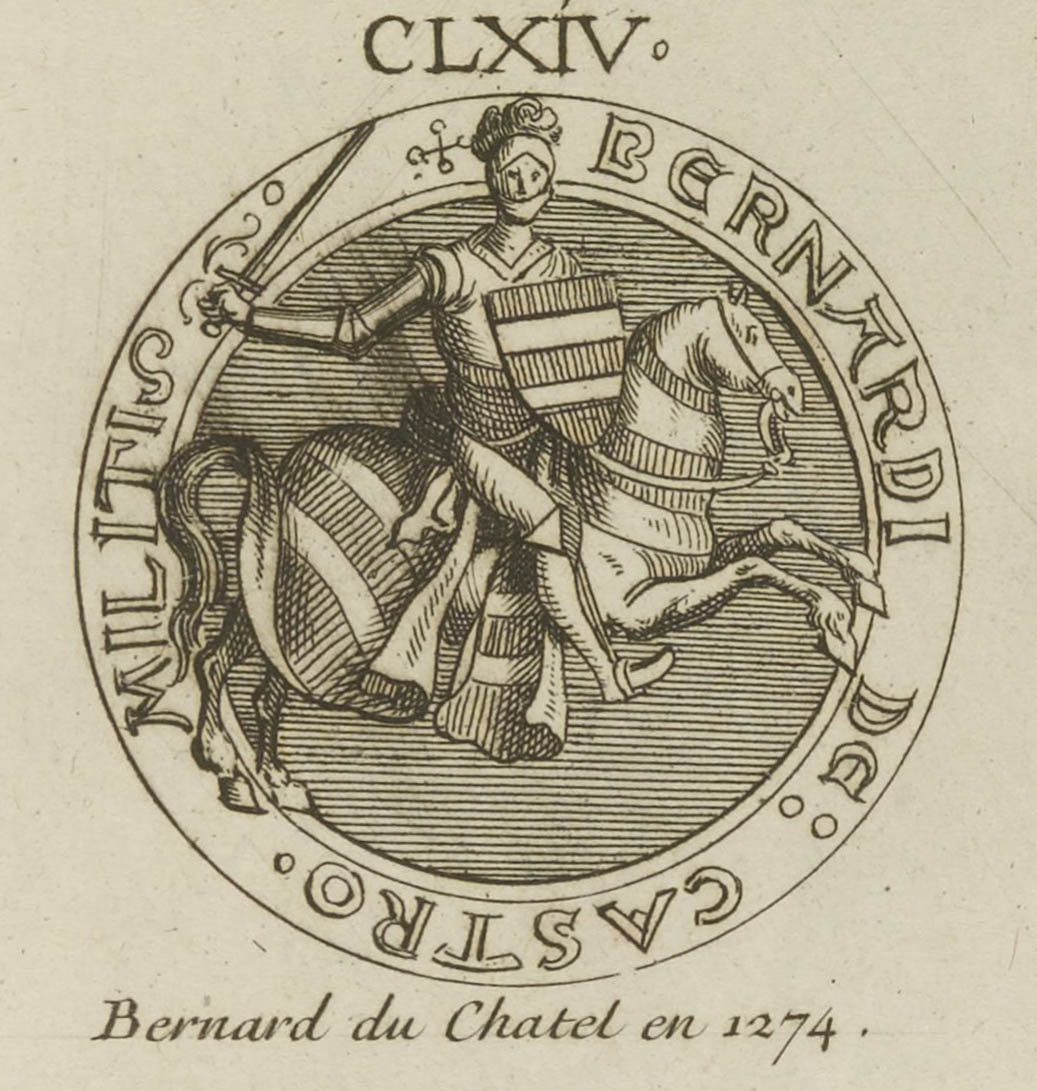
Sceau équestre avec armoirie à 5 ou 6 fasces de Bernard du Chastel - 1274 - d'après Dom Morice.

En 1274, le 6 juin, Bernard du Chastel apparaît dans un acte comme témoin garantissant la cession au duc Jean Ier de Bretagne d'un emplacement à Penfeld, près de Brest ; sous la forme « nobili viro domino Bernardo de Castro » (noble homme le seigneur Bernard du Chastel), acte auquel était appendu le sceau équestre reproduit par Dom Morice. En 1276, le 26 octobre, est cité « Monsour Bernart dou Chastel, chevaler » dans un acte où Hervé, vicomte de Léon vend au duc de Bretagne Jean Ier de la maison de Dreux, tout ce qu'il lui reste de son patrimoine.
En l'absence des documents anciens précités, l'origine du nom "du Chastel" fait l'objet de plusieurs hypothèses. Il pourrait être lié à la seigneurie du Chastel en Plouarzel, non loin de Saint-Renan. L’armorial et nobiliaire de l’évêché de Léon, par le marquis de Refuge, les mentionnent comme "Sr dudit lieu, Par. De Ploëarzmel" (Plouarzel). Il ajoute : "La seigneurie du Chastel est une ancienne bachelerie relevant de la vicomté de Léon". Frédéric Morvan, historien spécialiste de la Bretagne, dans son étude sur le Livre des Ostz indique, parmi les noms cités en 1294, celui d’Hervé du Chastel, et précise : "Les Du Chastel tirent, semble-t-il, leur nom de la seigneurie du Chastel, en Plouarzel, qui contenait le château de Pont-ar-C'hastel, relevant du duc depuis 1274.". Toutefois, le château de Pont-ar-C'hastel a été acquis le 4 février 1343 par Tanguy du Chastel et Bernard du Chastel est déjà cité en 1274 sans titre de "seigneur du chastel". André-Yves Bourgés note que « Bernard du Chastel » ne peut-être considéré comme un « homo novus », qu’il ne porte pas le titre de « seigneur du Chastel » et que son nom « doit donc être considéré comme un surnom d’origine toponymique, un véritable patronyme. Il reste à déterminer à quel « château » ce surnom avait été emprunté : monument assez remarquable pour mériter d’être ainsi appelé ; mais la forteresse dont il s’agit n’avait pas pris le nom de son détenteur ».,.
En 1342 (ou 1343 cf acte avec Guillaume de Bohun), le 4 février, Tanguy Ier du Chastel reçut par lettres patentes les fiefs, seigneuries, domaines et justices situés dans la paroisse de Saint-Pierre Quilbignon, et fut nommé la même année capitaine de Brest.
En 1342, le 1er mars: Lors de la guerre de Succession de Bretagne ou guerre des deux Jeanne, qui dura de 1341 à 1364, déclenchée en 1341 à la mort du duc Jean III de Bretagne ; Jeanne de Penthièvre et son oncle Jean de Montfort-l'Amaury (hérite de sa mère le titre de comte de Montfort-l'Amaury et descendant de Jean Ier de Bretagne de la maison de Dreux cf actes avec Bernard du Chastel), deux prétendants au duché se disputent l'héritage et impliquent leurs conjoints respectifs Charles de Châtillon-Blois et Jeanne de Flandre (Flandre-Rethel) dite Jeanne la Flamme dans le différend. Lorsque Jean de Montfort est fait prisonnier, Jeanne de Flandre prend la direction de ses armées et continue la lutte. Une trêve est conclue depuis Brest entre Jeanne et Charles de Blois selon un acte daté du 1er mars 1342 où est cité Tanguy Ier du Chastel :

« Nous Jehane de Flandres, duchesse de Bretaingne, comtesse de Richemond, de Monffort et vicomtesse de Limoges, faisons savoir à touz que, oie la requête que nous a faite maestre Henri de Malestret de par nostre sire le roi de France...Donné tesmoen nostre grant sael et ensamble o le sael nostre très cher et très aemé et féal bachelier monseigneur Tengui dou Chatel nostre cappitaine de Brest, tant pour li que pour ceulx de la ville de Brest, et le sael nostre aemé et féal bachelier monseigneur Henri de Kaer, le vendredi amprès Reminiscere l'an mil trois cens quarante et un »

— 1er mars 1342
.
Edouard III, allié de Jeanne de Flandres et son mari Jean de Montfort de la maison capétienne de Dreux, lui donne alors une armée de mille hommes d’armes et de deux milles archers sous les ordres de Robert III d’Artois.
En 1343, Edouard III institue John de Gastedene (John de Castidele selon les Calendars of the close Rolls) comme capitaine de Brest et gardien de la vicomté de Léon. Quelques années plus tard, Guillaume de Bohun, lieutenant général du roi d'Angleterre en Bretagne, récompense le chef de guerre anglais Thomas Dagworth (mari d'Eléonore de Bohun sœur de de Guillaume) avec des terres confisquées à Hervé VII de Léon. Il en fait de même au profit d'Henri de Kaer en 1350.

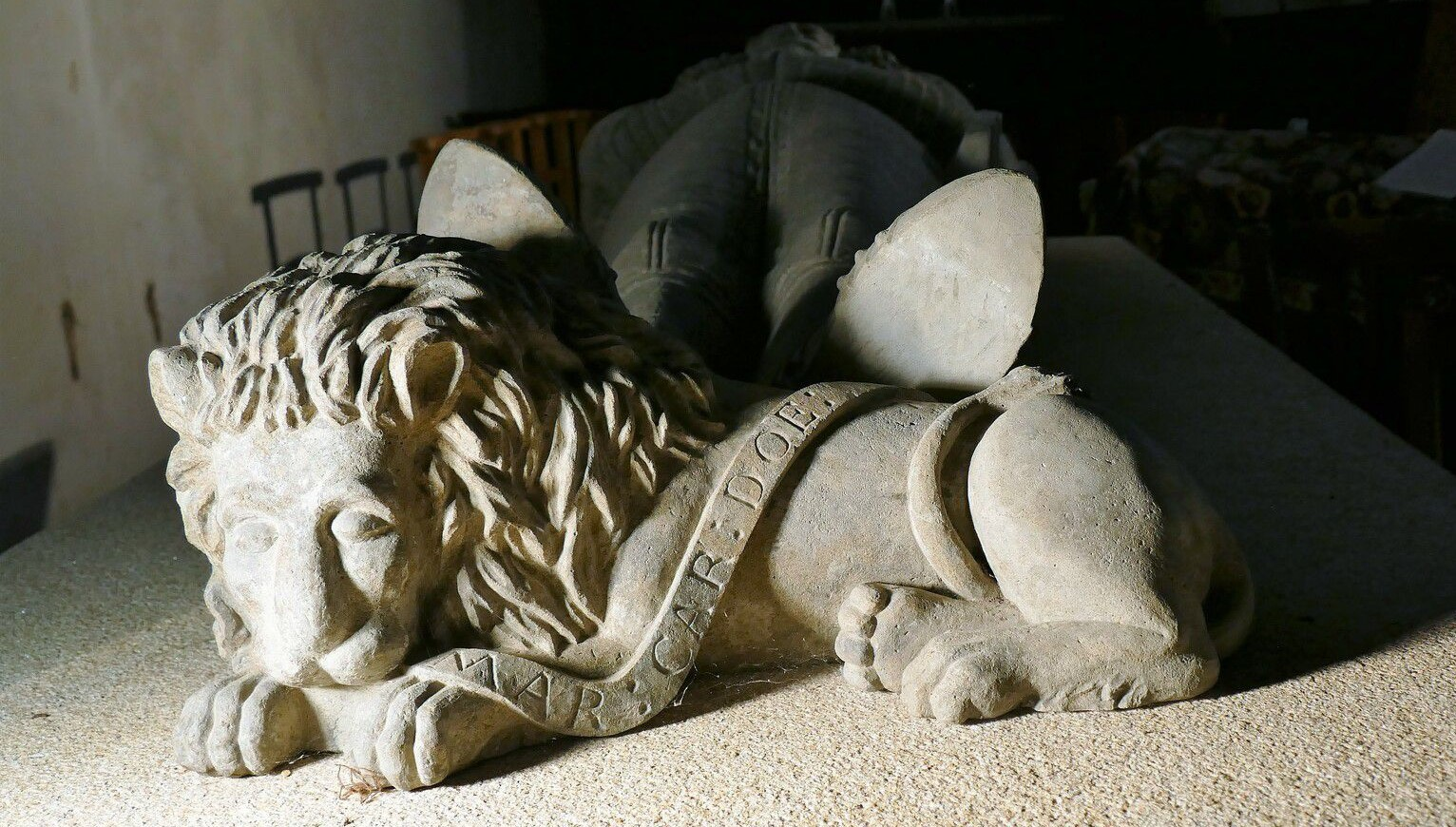
Lion portant sur une banderole la devise MAR : CAR : DOE, "S'il plait à Dieu". Gisant d'Auffray du Chastel par Roland Doré dans l'église de Landeleau, photographie de Jean-Yves Cordier.

En 1343, le 4 février, Tanguy du Chastel (Tanguino de Castello de Britannia) reçoit le château de Coëtgarz (château de Pont-ar-C'hastel paroisse de Plouarzel, cité en 1275 comme maison de Quoitgarz vendu par Hervé IV de Léon au duc Jean Ier de Bretagne, il s'agissait donc probablement d'une résidence peu ou guère fortifiée) de Guillaume de Bohun comte de Northampton (petit-fils de Humphrey de Bohun- Maud de Fiennes et Édouard Ier d'Angleterre - Éléonore de Castille), lieutenant-général en Bretagne du roi Édouard III et par la suite gouverneur de Bretagne ; don confirmé par le roi Édouard III « roi de Englelerre et de France » en 1351, le 9 mars. Ultérieurement sera cité Guillaume sire du Chastel et de Coëtangars (sire du Chastel et de Pont-ar-C'hastel).
L'acquisition du château de Coëtangars/Coëtgarz ou Pont-ar-C'hastel à Plouarzel faisant partie de la seigneurie du Chastel est daté du 4 février 1343. D'après une datation dendrochronologique des éléments de bois conservés dans la structure, la construction, ou reconstruction du château de Trémazan, est estimée vers 1330-1350. Raoul Caours, mercenaire au service du roi de France, s’empara de Trémazan en 1351 et saccagea les châteaux et les biens des Sires du Châtel. La tour Tanguy, fondée selon la tradition par Tanguy Ier du Chastel date également du XIVe siècle.

## Fiefs, châteaux, possessions
- Fief du Chastel, ensemble de fiefs comprenant les châteaux de Coëtangarz, Coëtgarz, ou Coëtangars appelé "Pont-ar-C'hastel", acquisition en 1343) et de Lezirivy paroisse de Plouarzel. Ce fief a reçu le nom de la famille de son possesseur et non l'inverse.[réf. nécessaire]

Dans son étude sur Les châteaux du Léon au XIIIe siècle, Patrick Kernévez indique que Coëtgarz était le dernier des châteaux de la branche aînée des vicomtes de Léon, situé à deux kilomètres au sud-ouest de Saint-Renan, chef lieu de la chatellenie de ce nom. En 1275, Hervé IV de Léon vendit les deux paroisses de Plougonvelin et de Plouarzel avec la maison de Quoitgarz au duc Jean Ier de Bretagne (Dreux). Le terme maison employé dans l’acte de 1275 paraît indiquer que cette résidence était peu ou guère fortifiée. En 1343 Guillaume de Bohun le remit à Tanguy du Chastel, par ailleurs des précisions quant à l'acte du 4 février 1343 indiquent que le château se nommait Coëtgarz, qu'il disposait d'un moulin nommé "Pont-ar-C'hastel" et qu'en raison de la position du château au milieu d'un étang, celui-ci était appelé "Pont-ar-C'hastel"; le château est nommé Quoitgarz en 1275, Coëtgarz en 1680 et actuellement Pont-ar-C'hastel et font partie de la toponymie forestière. En 1355, le roi d’Angleterre Edouard III ordonna à Bernard du Chastel, fils de Tanguy, de remettre tous ses châteaux au duc de Lancastre Henri de Grosmont (fils d'Henri de Lancastre et de Maud Chaworth). Les anglais utilisèrent sans doute Coëtgarz pour contrôler le Léon occidental entre Brest et le Conquet. Les du Chastel furent ensuite indemnisés par les rois de France pour les pertes subies et conservèrent ce petit château, moins excentré que celui de Trémazan, leur forteresse ancestrale, par rapport à leurs fiefs.
Note-2: Suivant le compte rendu daté du 11 novembre 1969, au sujet des sondages effectuées sur les ruines du château de Pont-ar-C’hastel, ainsi que d’une communication des propriétaires des lieux en 1969, apparaissent les informations suivantes : - Ruines qui couvrent une superficie de 43 x 33 m. - Château qui était le chef lieu d’une ancienne bannière. - Existence probable d’un seigneur de ce lieu (ou confusion) nommé Thibaut du Pont-l'Abbé, il se signale en 1364 à la bataille de Cocherel sous du Guesclin. - Existence d’histoires mêlées de légendes au sujet d’un seigneur bâtisseur du château et ses occupants. - Le château fort qui fût construit sur ce qui est maintenant l’îlot de l’étang de Pont-ar-C’hastel était nommé château de « Coêtgars ». Il fut donné à Tanguy du Châtel le 4 février 1343. - Un mandement du roi de France Louis XII en date du 6 mars 1510 confirma ce fief aux descendants de Tanguy du Châtel. - Le nom « Coëtgars » plus tard écrit « Co’hars », est sans doute à l’origine du nom de « Co’harchon », encore en usage, qui désigne les garennes boisées entre Kerbescat et Corucoat, lesquelles garennes et landes faisaient partie de la « terre noble » de Pont-ar-C’hastel. Ne pas confondre avec Cohars, en Ploumoguer, qui appartint aux seigneurs de Keroulas et fut de construction beaucoup plus récente. - « Coët gars » fut détruit au XIVe siècle, probablement par Raoul Caours, mercenaire au service du roi de France, qui en 1351 s’empara de Trémazan et saccagea  les châteaux et les biens des Sires du Châtel, partisans de Jean de Montfort. Il semble que depuis lors Coëtgars demeura à l’état de ruines.

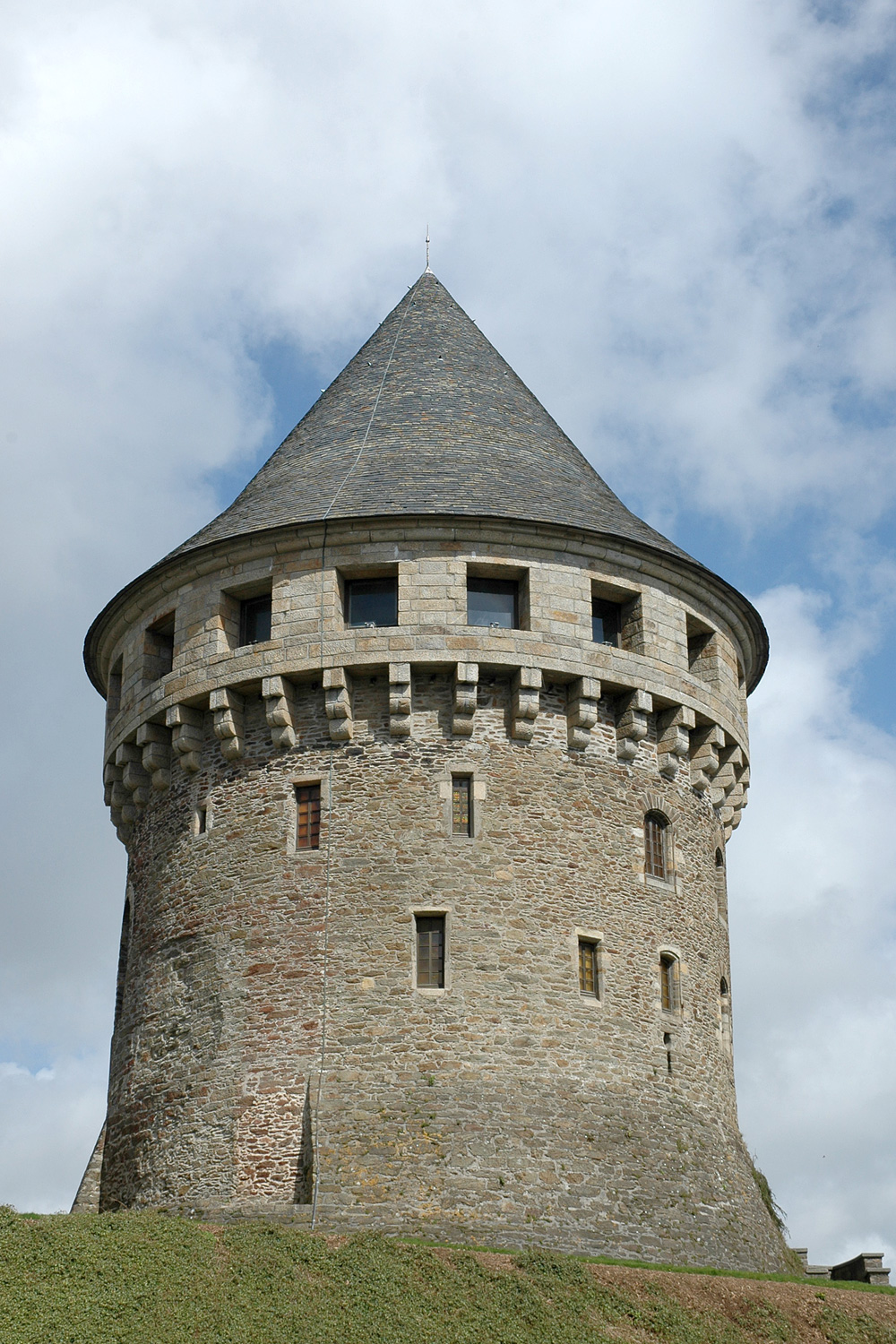
La tour Tanguy de Brest bâtie par.

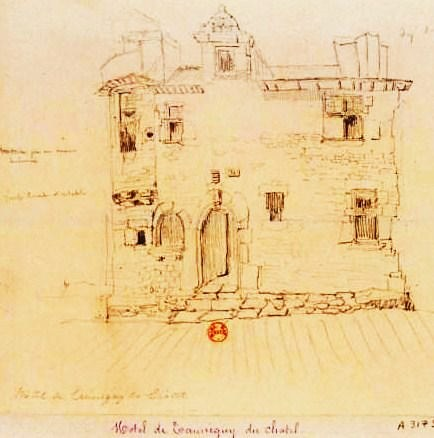
L'hôtel de Tanneguy du Chastel à Recouvrance (dessin du XIX).

- Baron de Trémazan, paroisse de Landunvez. Note: Raoul Caours, mercenaire au service du roi de France, qui en 1351 s’empara de Trémazan, saccagea  les châteaux et les biens des Sires du Châtel.
- La Motte-Tanguy, paroisse de Quilbignon. Le principal monument subsistant est la tour Tanguy de Brest[33].
- Seigneur de Kerlec’h, paroisse de Ploudalmézeau.
- Seigneur de Kersimon, paroisse de Plouguin.
- Seigneur de Coëtivy, paroisse de Plouvien.
- Seigneur de Lesnen, paroisse de Saint-Thual, Saint-Thual est un démembrement de l'ancienne paroisse primitive de Plouasne (Côtes-d'Armor)[34].
- Seigneur du Bois-Raoul, paroisse de Renac.
- Seigneur du Juch, paroisse de Ploaré.
- Seigneur de Kersallion, paroisse de Pommerit-Jaudy.
- Seigneur de Tonquédec, paroisse de Tonquédec.
- Seigneur de Mezle, paroisse de Plonévez-du-Faou (confusion possible cf ci-dessous).
- Seigneur de Mezle, paroisse de Maël-Carhaix, évêché de Cornouaille, citée comme annexée à la baronnie de Rostrenen dans un acte de 1682[35].
- Seigneur de Chateaugal, paroisse de Landeleau.
- Seigneur de Gournois, paroisse de Guiscriff.
- Seigneur de Bruilhac [Bruliec], paroisse de Plounérin.
- Seigneur de Coëtangarz, Coëtgarz ou Coëtangars (dont la seigneurie du Chastel qui contenait le château Coëtgarz appelé "Pont-ar-C’hastel" acquis en 1343) paroisse de Plouzévédé (? selon Potier De Courcy) ou Plouarzel semble-t-il (cf acte 4 février 1343).
- Seigneur de Kerbasquiou, paroisse de Ploëzal.
- Seigneur de Keranroux, paroisse de Plufur.
- Seigneur de Keraldanet, paroisse de Lannilis.
- Seigneur de Keryvot, paroisse de Milizac.
- Seigneur de Kermorin, paroisse de Saint-Thégonnec.
- Seigneur de Cran-huel, Cranhuel, Crannuhel (?) paroisse de Spézet[36]. Note: Bernard du Chastel, croisé en 1248 (souvent cité comme « compagnon de Saint Louis »), réchappé de la peste, bâtit un modeste oratoire sur le site de l’actuelle chapelle Notre-Dame du Crann à Spézet. Les fasces d’or et de gueules alliées aux billettes (Du Perrier) sgrs du Bois-Garin placées vers 1671 au pignon oriental de l’édifice après une querelle de prééminence, rappellent le rôle qu’il joua comme fondateur de la première chapelle[13]. La Chapelle a été réédifiée en 1535 comme en témoigne l'inscription du contrefort nord-ouest[13] par les Vieux-Châtel seigneur du Cranhuel[37] paroisse de Spézet ou les du Glas[38].
- Seigneur de Kastell Gall, paroisse de Landeleau.
- Baron de Marcé en Anjou.
- Vicomte de Pommerit, paroisse de Pommerit le vicomte. Note: Existent aussi les seigneuries de Pommerit et Leslach situés à Spézet comme Cran-huel précité.
- Vicomte de la Bellière, paroisse de Pleudihen-sur-Rance.
- Marquis de Mezle, paroisse de Maël-Carhaix, évêché de Cornouaille. Note: Les droits honorifiques de la seigneurie de Mezle dont les propriétaires sont fondateurs et patrons de l'église paroissiale de Maël Carhaix où l'on remarque dans la maîtresse vitre les écussons suivants: un écartelé aux 1er et 4 facé d'or et de gueulle de six pièces qui est Du Chastel, et aux 2 et 3 de gueulle à trois gantelets chargés d'ermines qui est Mezle; un party d'azur à neuf macles d'or et de Mezle en chef et facé d'argent et d'azur; un party Du Chastel et de Rohan, etc. une arcade de pierre de taille dans le pignon septentrional où sont sculptées les armes de Du Chastel supportées par deux lions avec le casque en front un banc à queue avec son accoudoir armorié l'écusson entouré du collier de l ordre du Roi[35].

## Principales personnalités

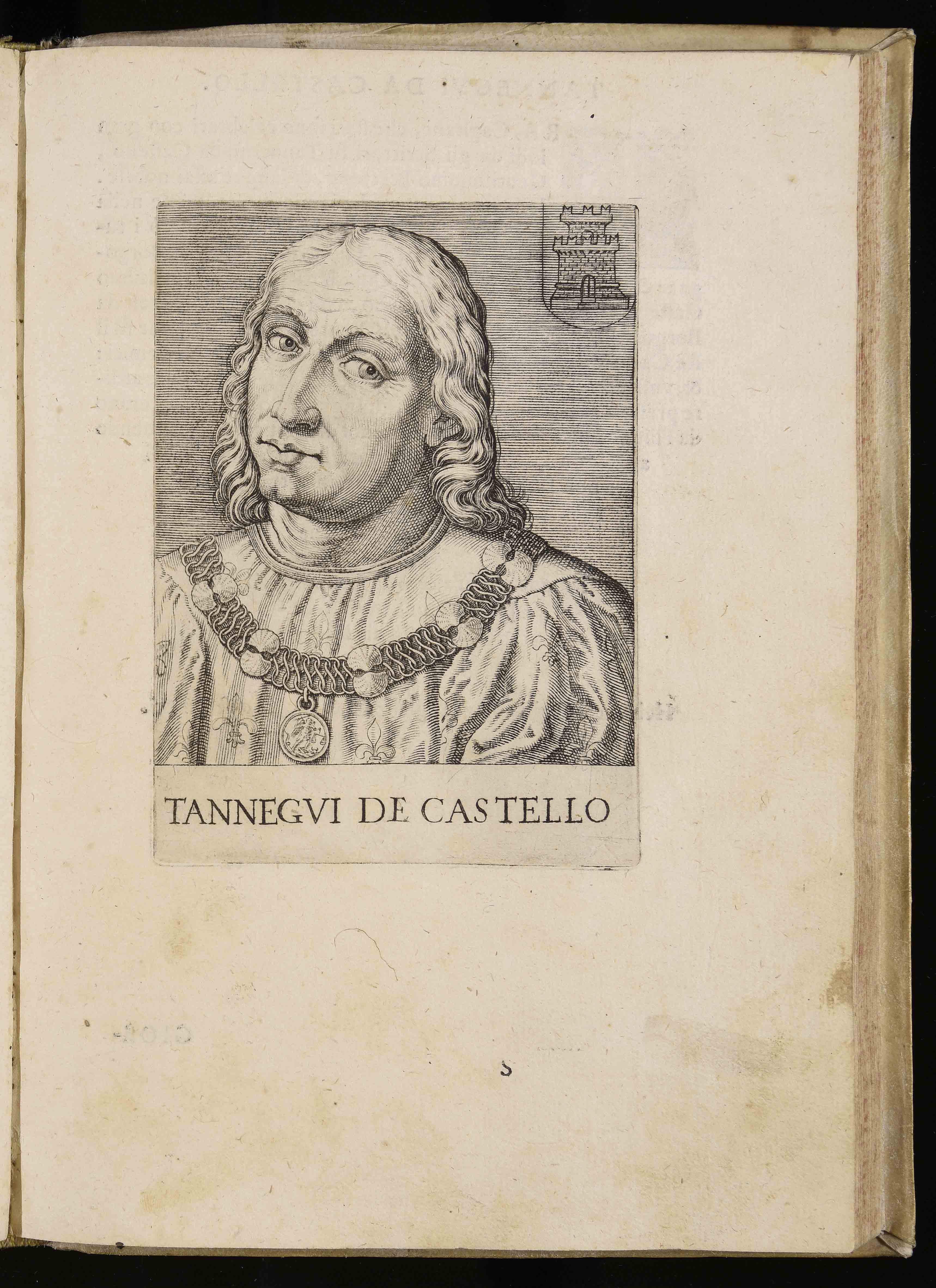
Une représentation imaginaire de Tanguy du Chastel. Chalcographie d'Aliprando Caprioli vers 1596/1600. Bibliothèque municipale de Trente.

Des membres de la famille du Chastel ont joué un rôle de premier plan en Bretagne et en France.

### Tanguy Ier du Chastel

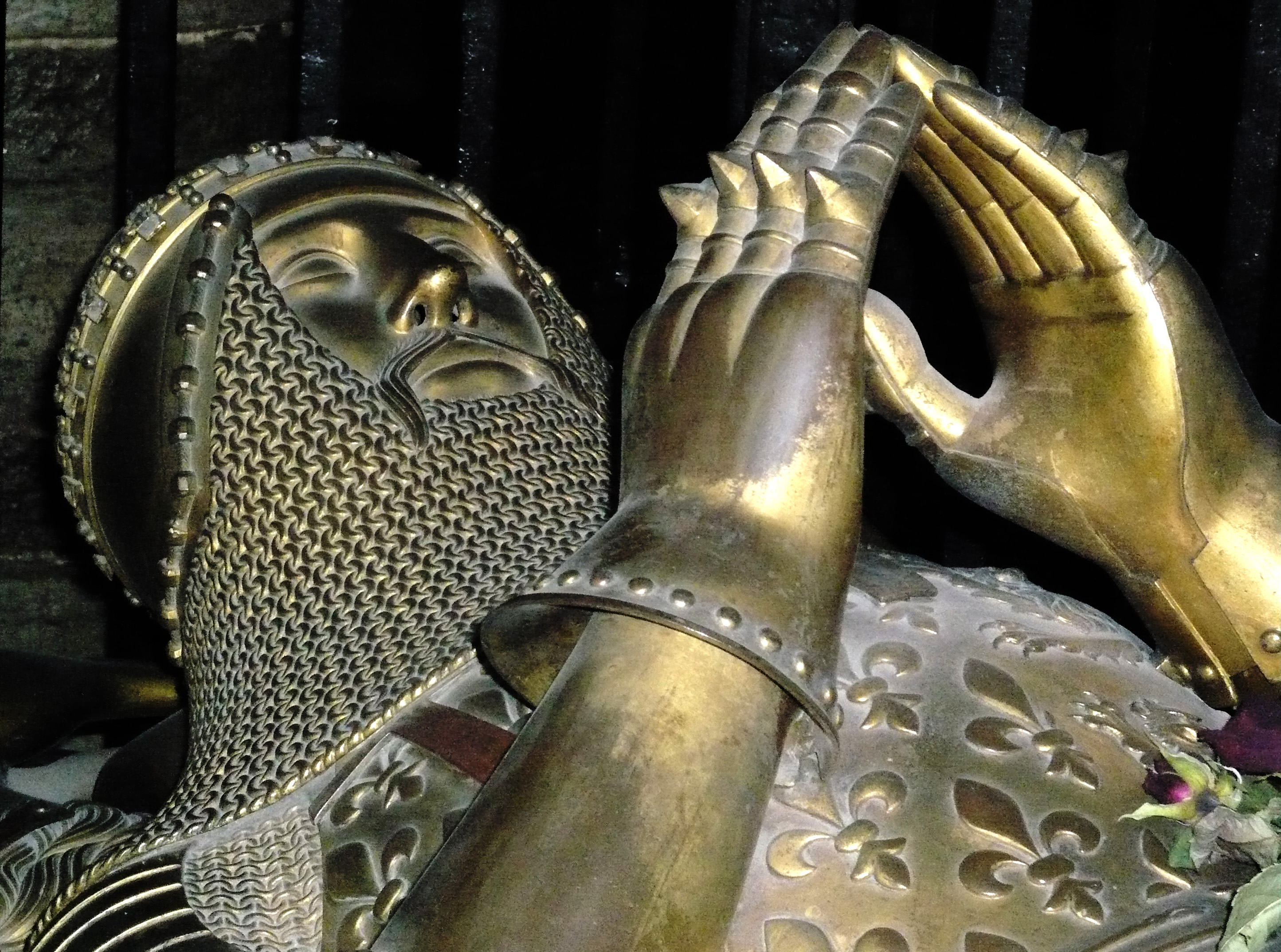
Le Prince Noir, fils d'Edouard III d'Angleterre et de Philippa de Hainaut avait pour précepteur Gauthier de Mauny compagnon d'armes de Tanguy Ier du Chastel.

Tanguy (ou Tanneguy) Ier du Chastel, lieutenant général des armées anglo-bretonne de Jean de Montfort (cité dans l'acte de 1274 avec Bernard du Chastel) lors de la guerre de Succession de Bretagne, à ce sujet, il écrivit au roi: "Sire, je n'ai certes jamais eu dessein de porter les armes contre votre Majesté. Je me suis seulement mis en défense contre Charles de Blois qui veut ma ruine parce que je soutiens le parti de mon seigneur lige et issu du vrai sang de Bretagne et je continuerai, Sire, de me défendre si votre Majesté ne m'ordonne le contraire, la suppliant de m'accorder l'honneur de sa protection".
En 1341, Hervé VII de Léon embrasse d’abord le parti du comte de Montfort, et défendit en 1341 la ville de Nantes, assiégée par les Français et les Génois; mais, piqué de quelques observations qui lui avaient été adressées par ce prince, il alla trouver Charles de Blois qui lui donna le commandement du premier corps de son armée ainsi qu’à Louis d’Espagne et au vicomte de Rohan. Ils assiégèrent Hennebont et Carhaix dont ils s’emparèrent. Après la prise de cette ville, Hervé de Léon se retira au château de Porléach en Trégarantec pour y prendre du repos, mais il y fut surpris par Gautier de Mauny (1) chevalier du comté de Flandres. Auberchicourt et Mauny sont deux anciens villages voisins où se trouvait en 1337 la Tour de Masny, reste du château de Wauthier de Masny ayant brûlé Mortagne. Il est cité dans le petit poème du « Vœu du Héron » et dans les chroniques de Froissart.↵↵Source: Trouvères, jongleurs et ménestrels du nord de la France et du midi de la Belgique - Tome IV - Arthur Dinaux, Paris - Bruxelles 1863, p. 530.

« La terre de Masny est située près de Douay. Dans les chartes, on lit toujours Mauny. Telle est l'orthographe du nom de Mauny dans une charte conservée à Paris aux Archives impériales, où Olivier de Mauny se porte plėge pour le sire de Lascours, chevalier breton, et dans un document de 1353 relatif à Isabeau de Mauny, veuve de Jean de Barbançon. Enfin, c'est ainsi que l'écrit Gauthier de Mauny dans une quittance du 12 mai 1362, par laquelle il renonce, moyennant 19,000 florins d'or, à toutes ses prétentions contre Marguerite de Hainaut et Aubert de Bavière. »

— Le Premier livre des chroniques de Jehan Froissart : texte inédit publié d'après un manuscrit de la bibliothèque du Vatican. Par Kervyn de Lettenhove, Tome Ier, Bruxelles, 1863, p. 25.

« Courageux de Mauny cousin d'Eustache d'Auberchicourt »

— Œuvres de Froissart: publiées avec les variantes des divers manuscrits. Kervyn de Lettenhove - Chroniques - Tome Vingt-deuxième, Imprimerie et Librairie Mathieu Closson et cie, Bruxelles, 1875, p. 184.

« Gauthier de Mauny gentilhomme du Hainaut. »

— Revue des questions historiques, vingt-septième année, Tome IX (LIIIe de la collection), Paris, Bureaux de la Revue, 1893, p. 388.

### Bernard du Chastel
Bernard du Chastel, fils de Tanguy (Ier). En 1355 le roi d’Angleterre Edouard III ordonna à Bernard du Chastel, fils de Tanguy, de remettre tous ses châteaux au duc de Lancastre Henri de Grosmont (fils d'Henri de Lancastre et de Maud Chaworth).

### Garcis ou Garsiot du Chastel
Garsis (alias Garsiot, Gracien, Garsin,) du Chastel, aurait été seigneur de la terre « du Bois » qui fut appelée à cause de lui en français « le bois de Garsis » soit « Coëtengars » en Breton,, frère de Tanguy II du Chastel seigneur de la Roche-Droniou compagnon de Bertrand du Guesclin; Garsis servit le roi d’Angleterre Edouard III en 1366, contribua à la victoire de la bataille de Nájera (Navarette) en 1367 aux côtés d'Hugues de Calveley. Il fut commandant d’une compagnie libre qui servit le prince de Galles Edouard Woodstock connu sous le nom de «Prince Noir »; il servit également Louis Ier d’Anjou qui le fit son maréchal (« maréchal de l’ost ») et général d’armée, deuxième fils du roi de France Jean le Bon (Valois) (1) et de Bonne de Luxembourg, Louis fut marié à Marie de Blois (fille de Charles de Blois et Jeanne de Penthièvre : protagonistes de la guerre des deux Jeanne avec Jean de Montfort et Jeanne de Flandres). Dans le cadre d’une vaste reconquête de la Bretagne sous le roi Charles V, il participa au siège de Derval en 1373 avec Bertrand du Guesclin et Louis Ier d’Anjou, le château appartenait alors à Robert Knolles (faits d'armes Combat des Trente, Bataille d'Auray, Bataille de Nájera) (2). [(1) Jean le Bon fut battu et fait prisonnier à la bataille de Poitiers en 1356, libéré en 1360 après la signature du traité de Brétigny. (2) Après le traité de Brétigny, ce capitaine avait notamment été envoyé par Edouard III avec 25 000 hommes pour saisir le château du connétable Robert de Fiennes qui avait refusé l’hommage au roi étranger, où après quelques jours de siège, les Anglais se retirèrent, découragés].

### Gassion ou Gassin du Chastel
Gassion ou Gacien du Chastel (Cf liste des sceaux par Martine Fabre), chevalier attesté en 1369, probable sénéchal d’Agenais, gouverneur de Marmande, Caumont, Montpouillan, Samazan, Bouglon en 1372 et 1374, Le Puech, Villefranche, Gontaut, Damazan et Faolhec.

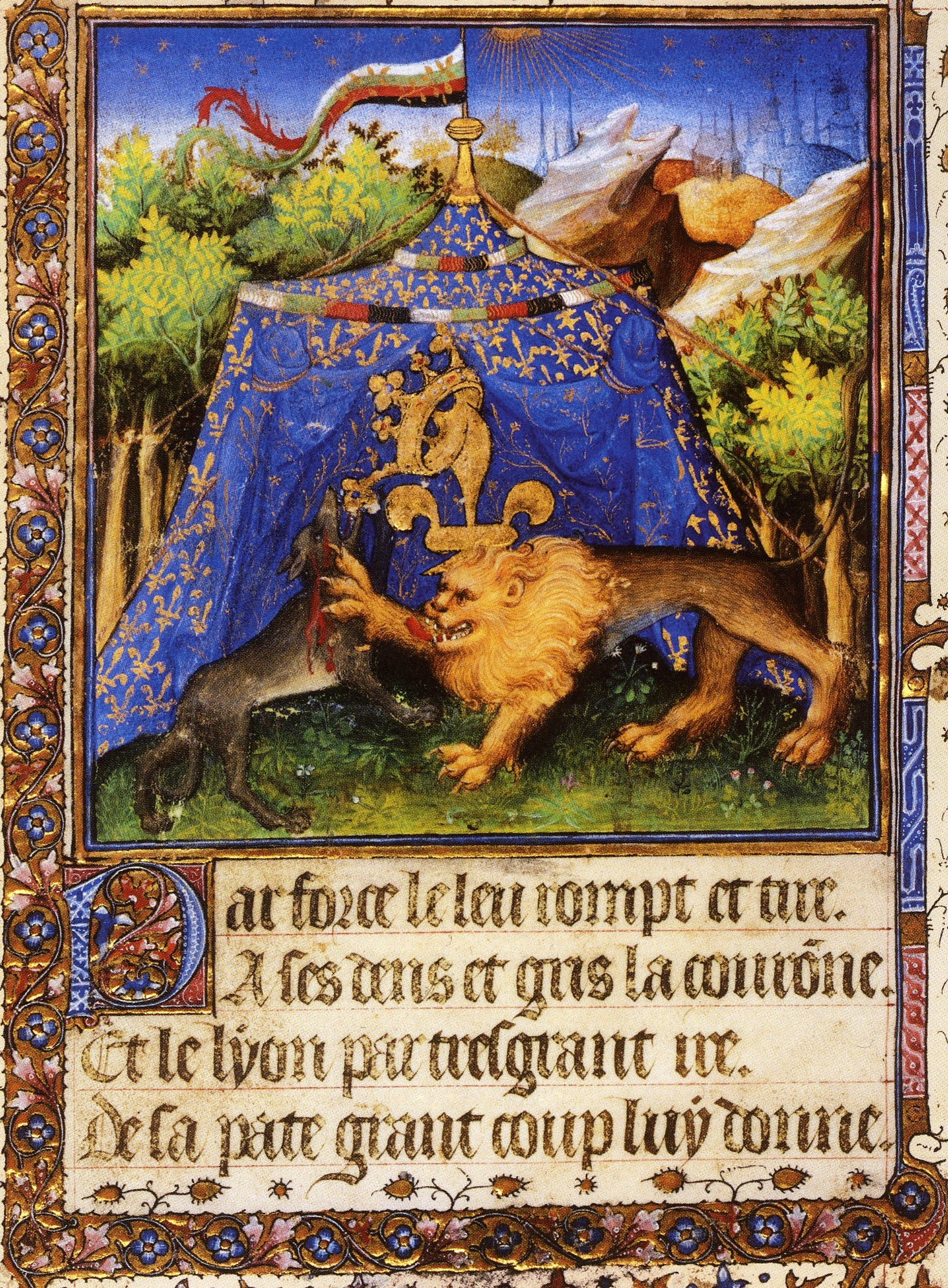
Sur fond de tente fleurdelisée (le royaume de France), un lion (emblème du comté de Flandre relevant du duc de Bourgogne Jean sans Peur) porte un puissant coup de patte à un loup (le duc Louis d'Orléans dans la maison duquel Guillaume II et Tanguy III furent élevés) qui se hasardait à happer une couronne vacillante. Enluminure d'inspiration bourguignonne, XVe siècle, Bibliothèque nationale autrichienne, Vienne.

### Guillaume II du Chastel
Guillaume II du Chastel, né à Trémazan vers 1364, élevé avec son frère Tanguy III dans la maison de Louis d’Orléans,(Louis d'Orléans est l'arrière-grand-père du roi François Ier), chambellan du Roi Charles VI et du duc d’Orléans, il est capitaine des châteaux de Guérande et de Saint-Nazaire. En juin 1380 le duc dépêche Guillaume du Chastel face à une flotte espagnole composée de 21 navires dont 19 galères qui tentent de débarquer sur le littoral, les espagnols n’osent pas débarquer et sont repoussés avant de regagner l’Espagne. Le 17 ou 19 mai 1402 à Montendre, il fait partie des 7 chevaliers français vainqueurs contre 7 anglais lors du combat des sept; ...(le) "bon seigneur du Chastel qui amez este de ceulx qui ont tout bien empris" est cité par Christine de Pizan dans sa composition de trois ballades relatant l'évènement. En juin 1403, Jean de Penhoët, amiral de Bretagne et capitaine de Morlaix, en compagnie de Guillaume II du Chastel, battit les Anglais en juin « à la hauteur de Saint-Mahé (Pointe Saint-Mathieu) dans une grande bataille navale où l'ennemi perdit mille prisonniers, quarante navires et une caraque lourdement chargée. En 1404 selon la chronique du Religieux de Saint-Denis, Guillaume du Chastel mène deux expéditions punitives contre les anglais qui se livrent au pillage sur les côtes de France. Fin 1404 les anglais s’emparent d’une dizaine de bâtiments ; Guillaume du Chastel, le sire de Penhoët et son fils Jean amiral de Bretagne arment 30 vaisseaux à Roscoff sur lesquels embarquent 1200 hommes d’armes ; arbalétriers et troupes légères envoyées par Olivier de Clisson ; les anglais tentent de s’enfuir, puis se rendent au bout de 6 heures de combat avec la perte de 1000 hommes et 1000 prisonniers. Il attaque et ravage ensuite Jersey, Guernesey et Plymouth. Il arme ensuite une flotte de 300 voiles à Saint-Malo chargée de 2000 écuyers et chevaliers, le commandement partagé entre les sires de Chateaubriant, de la Jaille et du Chastel provoque l'échec de l'expédition, il tombe alors à Darthmouth en 1404 défendue par 6000 soldats. La Chronique du religieux de Saint-Denis le décrit comme représentant la fleur de la chevalerie, d'un caractère bouillant, impétueux et fier. Lors de l'expédition contre Darthmouth, il se fit remarquer dans cette sanglante mêlée où "il brandissait vigoureusement une lourde hache d'armes, et comme il était d'une haute stature et d'une force prodigieuse, tous ceux qu'il atteignait étaient frappés à mort ou dangereusement blessés. A la fin épuisé de fatigue et ne pouvant plus combattre, mais ne voulant pas se rendre, il tomba lui-même percé de coups"; Michel Pintoin, considéré comme l'auteur principal de ladite chronique fait un éloge appuyé du connétable Louis de Sancerre et de Bertrand du Guesclin, ainsi rares sont les hommes qualifiés de "Milicie gallicane splendor inextinguibilis probatis...", l'expression est en partie reprise à propos de l’amiral Jean de Vienne, en 1396, et de Guillaume du Châtel, tous deux morts au combat. Guillaume II du Chastel avait épousé Marie du Pont-l'Abbé vers 1400, dame de Gournoise en Guiscriff († 1421); veuve depuis 1404 du sire du Chastel, elle épousa en secondes noces Olivier de Mauny(cousin de Du Guesclin), lui-même marié au préalable à Ade de Roye.

### Tanneguy III du Chastel

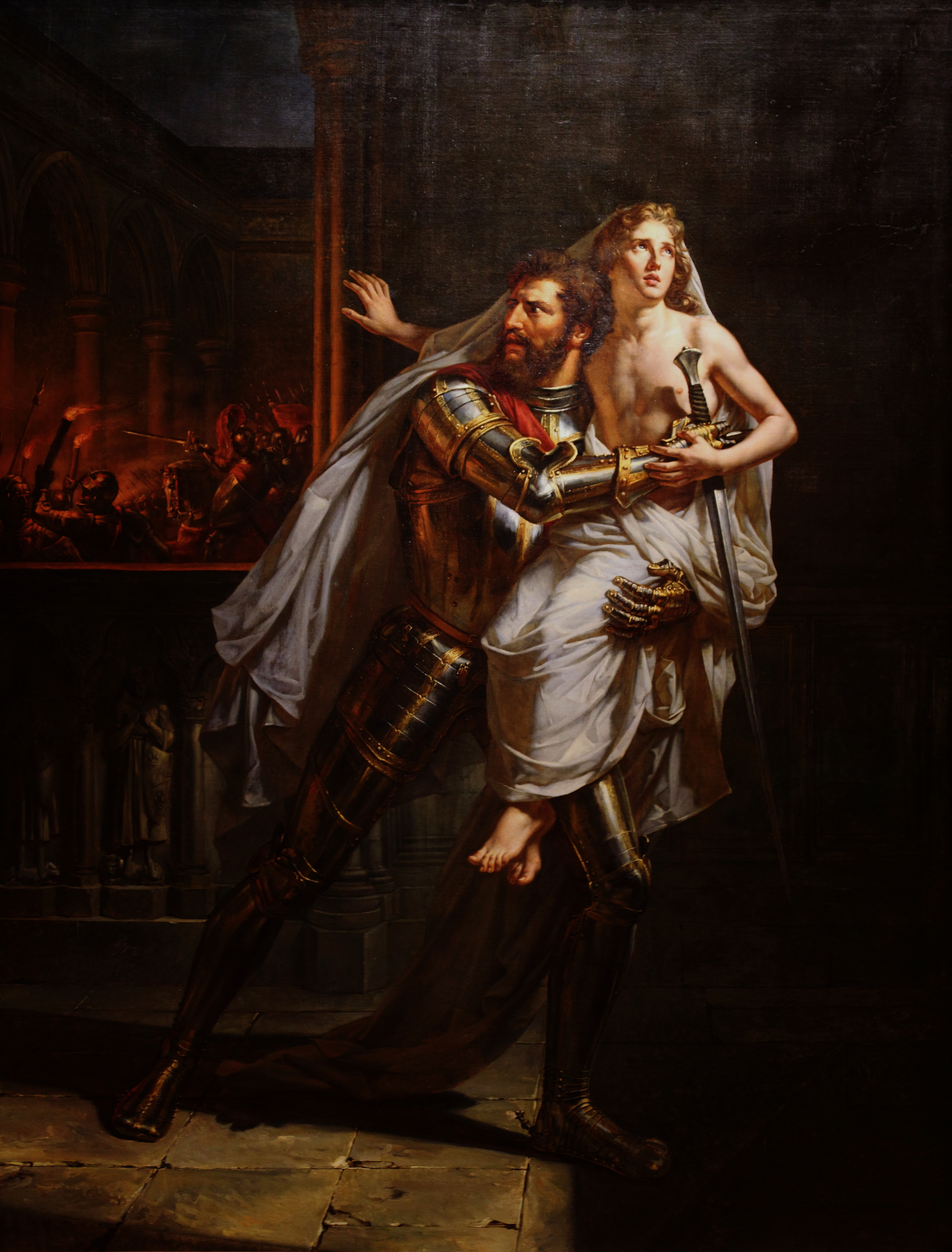
Lors de la prise de Paris par les Bourguignons fin mai 1418, sauvant le Dauphin, futur Charles VII.

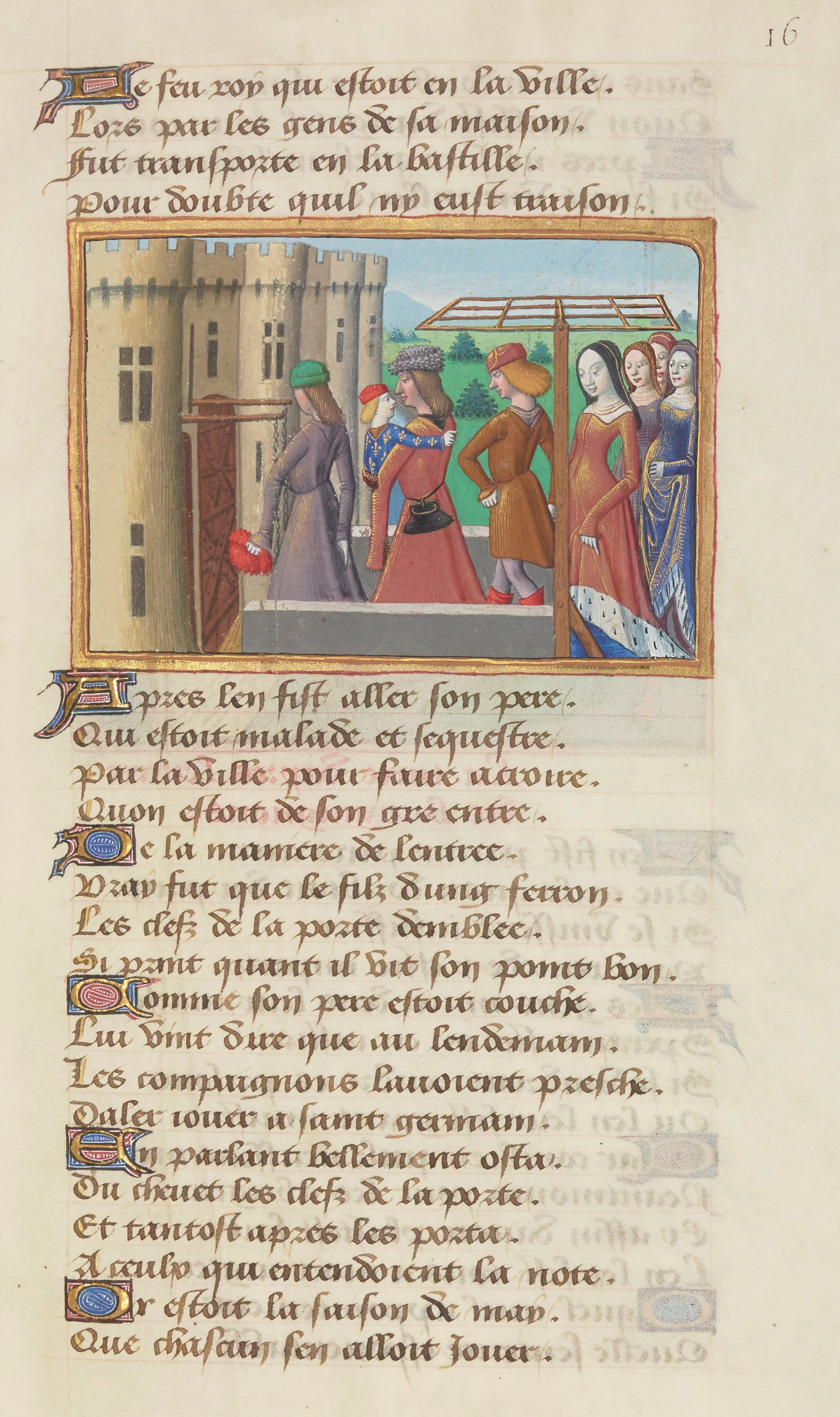
Tanneguy du Chastel enlève précipitamment le dauphin Charles (alors âgé de quinze ans mais figuré ici comme un petit enfant en chemise fleurdelysée) pour l'amener à la Bastille Saint-Antoine et lui permettre ainsi de quitter la capitale.

Tanneguy III du Chastel, né à Trémazan vers 1368-1369 et mort à Beaucaire en 1458, élevé avec son frère Guillaume II dans la maison de Louis d’Orléans(Louis d'Orléans est l'arrière-grand-père du roi François Ier), il fait ses premières armes en 1399 en Guyenne contre les anglais. Il aurait été envoyé dans le Milanais par le duc d’Orléans. En 1404 pour venger son frère Guillaume, il passe en Angleterre avec 400 hommes, ravage Saint-Hélier à Jersey, débarque à l’embouchure de la Tamise et sème la terreur sur les côtes anglaises pendant 8 semaines et saccage Darthmouth. En 1405 à Penmac’h, il s’oppose à une descente des anglais qui veulent brûler la flotte du comte de la Marche (Jacques II de Bourbon.

### Tanguy IV du Chastel
Tanneguy IV du Chastel, est vicomte de la Bellière, gouverneur du Lyonnais, du Roussillon et de Cerdagne, sénéchal de Provence. Réfugié en Bretagne, il devient grand maître d'hôtel du duc François II, puis chambellan du roi de France Charles VII. Il est un fidèle du duc de Bretagne François II qui le nomme grand maître d'hôtel et capitaine de Nantes. Grand sénéchal de Provence, il fut un proche du roi René d'Anjou, comte de Provence, qu'il soutient financièrement dans les moments difficiles. Il passe ensuite au service du roi Louis XI en 1468, et en devient le principal conseiller. Tanguy IV était un fin lettré, dont on a conservé plusieurs manuscrits et rondeaux, avec son épouse Jeanne Raguenel de Malestroit, ils forment l’un des premiers grands couples de bibliophiles connus. Catherine de Coëtivy parente de Tanguy (petite fille de Catherine du Chastel) apprend à lire avec sa mère Marie de Valois (fille de Charles VII et d’Agnes Sorel, élevée au château de Taillebourg par Catherine du Chastel) dans des livres d’heures, elle est confiée par Louis XI à Jeanne Raguenel de Malestroit pour parfaire son éducation; Catherine de Coëtivy se maria à Antoine de Chourses (la famille Chourses compte notamment Maud Chaworth épouse d'Henri de Lancastre, le beau-fils Thomas Wake a pour mère Jeanne de Fiennes (famille du connétable), le beau-fils Jean de Beaumont appartient à la branche anglaise de la maison de Brienne, le beau-fils Henry de Percy père de Thomas Percy est cité à côté du gouverneur de Brest après Tanguy Ier du Chastel) chambellan de Louis XI, gouverneur de Béthune, bibliophile, il commanda le manuscrit "Somme abregiet de theologie" réalisé à Hesdin. Tanguy IV du Chastel perd la vie au siège de Bouchain (Nord) en Picardie, où Il fut tué d'un coup de fauconneau le 29 mai 1477 au cours d'une guerre contre la Bourgogne, après la mort de Charles le Téméraire. Louis XI le fit inhumer à Notre-Dame de Cléry, où lui-même se fera enterrer en 1483.

### Tanguy IV? du Chastel
Tanguy (IV ?) du Chastel est désigné en 1462 avec Jean de Lorraine, comte d'Harcourt comme tuteur des mineurs de Rohan par le duc de Bretagne François II (testament d'Alain vicomte de Rohan en 1462).

### Guillaume III du Chastel
Guillaume III du Chastel, frère de Tanguy IV, Grand panetier de Charles VII, écuyer du dauphin, le futur Louis XI. Il fut tué le 20 juillet 1441, en défendant le passage de l'Oise contre les Anglais, pendant le siège de-Pontoise. En récompense de ses services, le roi ordonna qu'il fût « ensépulturé à Saint-Denis ».

### Jehanne du Chastel
- Jehanne du Chastel (+ en 1479), sœur de Tanguy IV, mariée vers 1444 avec Yvon IV de Quelen et Vieuxchastel né avant 1420, mort en janvier 1476[24].

### Jean du Chastel
- Jean du Chastel, frère de Tanguy IV, protonotaire apostolique, archevêque de Vienne (nommé en 1446), administrateur de l’évêché de Nîmes (21 novembre 1453), abbé de Saint-Léonard de Ferrières (ancien diocèse de Poitiers) (1454). Après la mort en 1455 de Jean d'Étampes, évêque de Carcassonne, les chanoines de la cathédrale élisent Geoffroy de Basilhac leur confrère, mais Jean du Chastel est nommé par le Pape; le lui ayant disputé, Geoffroy le cède à Jean, et est fait évêque de Rieux; il est évêque de Carcassonne en juillet 1456. Jean du Chastel décède le 15 septembre 1475 dans sa maison prévôtale de la cathédrale de Toulouse, et est inhumé le 26 septembre suivant, en la cathédrale Saint-Michel de Carcassonne[63].

### Christophe du Chastel
- Christophe du Chastel, archidiacre de Léon, il est nommé évêque de Tréguier par Paul II. Il prend possession de son évêché le 21 juillet 1466 et prête serment au duc de Bretagne l'année suivante. En mars 1469, il reçoit dans sa cité épiscopale la visite de Charles de Guyenne le frère du roi Louis XI. Il meurt le 9 décembre 1479.

### Olivier du Chastel
- Olivier (III) du Chastel est évêque de Saint-Brieuc de 1506 à sa mort le 16 mai 1525.

## Supports divers portant marques de la famille du Chastel

### Manuscrits
Roseline Claerr, archiviste paléographe, ingénieur de recherche CNRS en analyse de sources anciennes, a réalisé une étude sur l’un des premiers grands couples de bibliophiles connus que furent Tanguy (IV) du Chastel et Jeanne Raguenel-Malestroit en relevant la composition de leur « librairie » :
- Chantilly musée Condé 722 (+ Paris BnF Fr. 50 et 51). Vincent de Beauvais, Miroir historial [voir description sur le site Calames]
- Chantilly musée Condé 882. Chartier A., Le Quadrilogue invectif [ibid.]
- La Haye Museum Meermanno-Westreenianum 10 A 17. Jehan de Courcy, La Bouquechardière
- Oxford Bodleian Library Douce 352. Boece, Livre de Consolacion
- Oxford Bodleian Library Rawlinson D 876-877. Valère Maxime, Facta et dicta memorabilia, trad. Simon de Hesdin & Nicolas de Gonesse
- Paris Arsenal 3514. Jehan de Courcy, La Bouquechardière
- Paris BnF Fr. 25. Saint Augustin, La cité de Dieu, Raoul de presles (trad.)
- Paris BnF Fr. 569. Brunetto Latini, Le Trésor
- Paris BnF Fr. 723. Leonardo Bruni, Première guerre punique, Jean Le Bègue (trad.)
- Paris BnF Fr. 738. Valère Maxime, Facta et dicta memorabilia, Simon de Hesdin & Nicolas de Gonesse (trad.)
- Paris BnF Fr. 1276. Honoré Bovet, L’Arbre des batailles
- Paris BnF Fr. 2663-2664. Froissart, Chroniques
- Paris BnF Fr. 6354-6359. Vincent de Beauvais, Miroir historial, Jean de Vignay (trad.)
- Paris BnF Fr. 9186. Le Mignon, recueil
- Paris BnF Fr. 12781. Débat de Fortune et de Vertu devant Raison
- Paris BnF Fr. 17270. Grandes Chroniques de France
- Paris BnF Fr. 22532. Barthélémy l’Anglais, Le Livre des propriétés des choses, Jean Corbechon (trad.)
- Paris BnF Nlle Acq. Fr. 21013. Flavius Josèphe, Les Antiquités judaïques ; De la Guerre des Juifs, trad. Anonyme
- Vienne ONB 2544. Valerius Maximus, Dictorum factorumque memorabilium libri IX
- Vienne ONB 2551. Philippe de Mézières, Songe du viel Pelerin[64]
- Vienne ONB 2552-1553. Ludolphe de Saxe, Vie de N. S. Jésus Christ
- Vienne ONB 2555. Boccace, Des cleres et nobles femmes
- Vienne ONB 2559. Petrarque, Des remèdes de l’une et l’autre fortune, Nicolas Oresme (trad.)
- Vienne ONB 2560. Boccace, Des cas des nobles hommes et femmes, Laurent de Premierfait (trad.)
- Vienne ONB 2603. Wace, Le roman de Brut
- Collection particulière. Histoire ancienne jusqu’à César

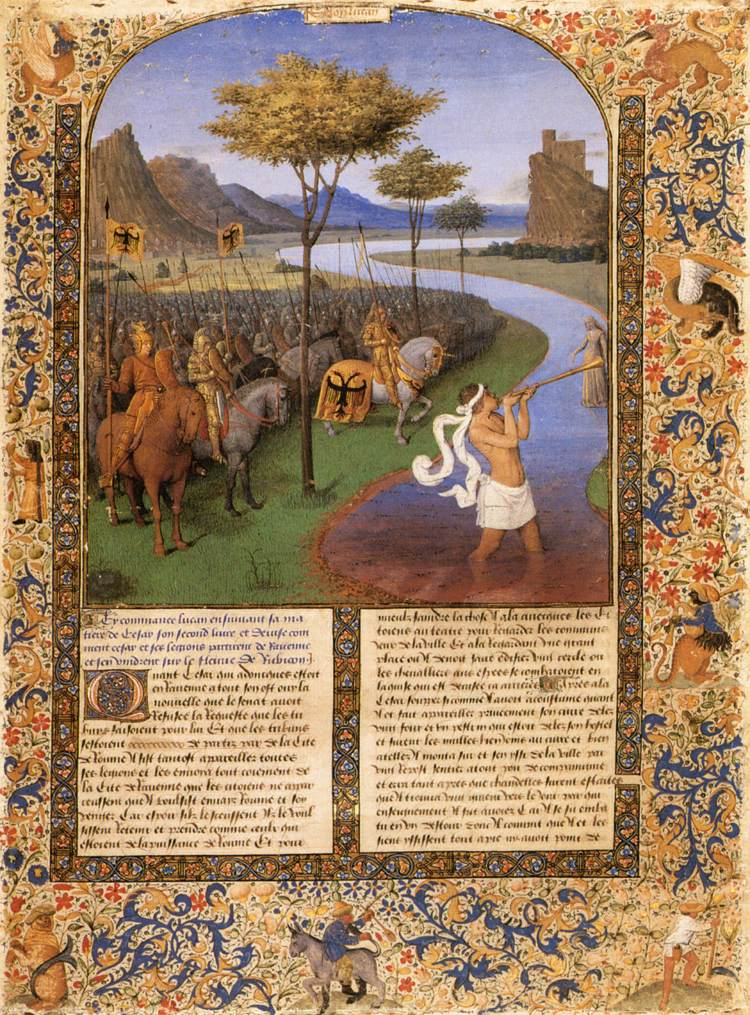
Jean Fouquet, "César traverse le Rubicon", XVe siècle, du manuscrit de l'Histoire ancienne jusqu'à César et Faits des Romains au musée du Louvre.

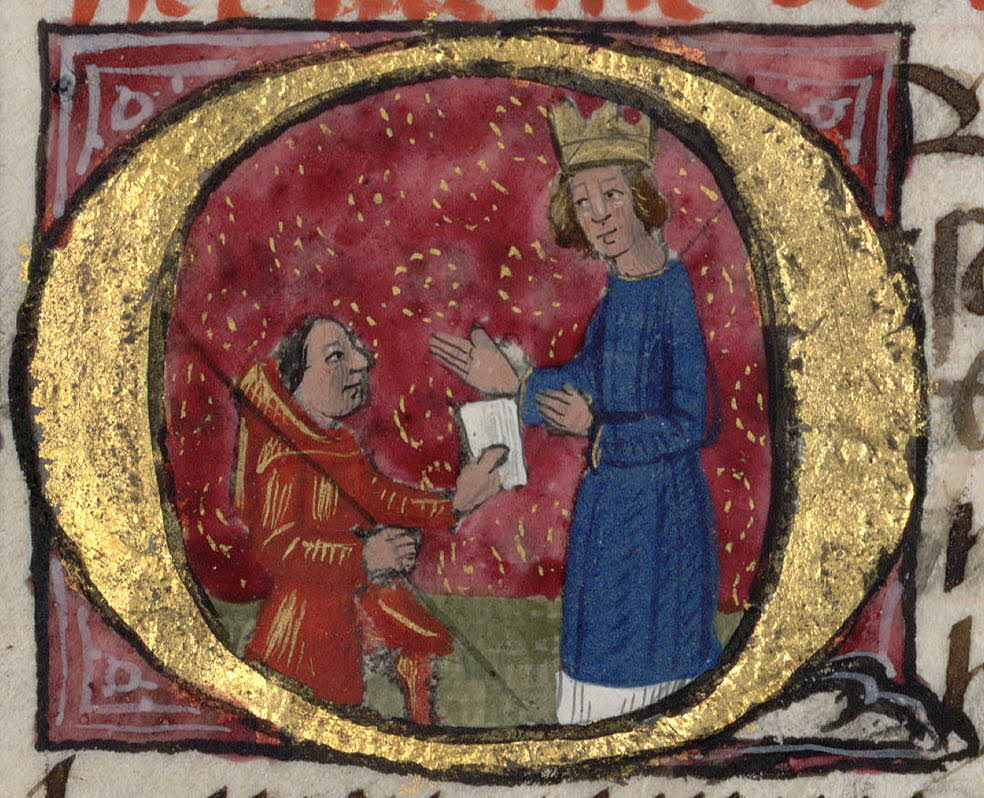
Initiale historiée représentant le roi Mithridate recevant un messager des Romains, tirée de l'Histoire ancienne jusqu'à César, vers 1474. Auteur: Maître de Tanguy du Chastel. Source: Bibliothèque de Rennes Métropole, publié sur le site les Tablettes rennaises (avec la cote MS2331).

L'exemplaire de "L’histoire ancienne jusqu'à César" de la bibliothèque de Rennes appartenait à Tanguy IV du Chastel et sa femme Jeanne Raguenel de Malestroit. Il a été racheté début 2011 pour 280 000 euros. Jean Fouquet en a enluminé une version aujourd'hui démembrée et réduite à cinq miniatures.
Jean-Luc Deuffic historien médiéviste, complète cette liste :
- New York Public Library, Spencer 041. En deux volumes, Histoire ancienne jusqu’à César. 240 + 198 f. 392 x 280 mm. Seconde moitié du XV siècle14.
- Collection particulière. Histoire ancienne jusqu’à César, en français, présentée en 2002 par la librairie Heritage Book Shop, Inc de Los Angeles (CA). 376 f. 341 x 252 mm. Armes de Tanguy du Chastel et de Jeanne Raguenel-Malestroit au f. 1. Passé ensuite au château d’Anet. 2 col. 41 lignes. Manquent f. entre 136 et 137, 151 et 153, 365 et 367.
- Catalogue des manuscrits trouvez après le décès de Madame la Princesse, dans son Château Royal d’Anet, 1723.
- Vente Christie’s, London, 12 novembre 2008, lot 13.
- Collection particulière. Mansel J., La Fleur des Histoires. 375 f. 345 x 250 mm. Passé également dans les collections du château d’Anet (Diane de Poitiers). Ventes Sotheby’s du 3 décembre 1951 (lot 20) ; Christie’s du 11 juillet 2000 (lot 86)
- Collection particulière. Livre d’heures à l’usage de Rouen. 116 f. 182 x 127 mm. Vente Sotheby’s du 10 décembre 1969 (lot 62). Voir un autre Livre d’heures (artiste tourangeau) du catalogue Quaritch d’octobre 1908 (lot 423), 145 f., donné comme provenant d’un du Chastel[65].

Autres références:
- Collection particulière. Livre d'heures (de Tanguy IV du Chastel) à l'usage de Rome. 162×115mm en latin et français, [France (Paris), c.1470s]. Vente Sotheby's à Londres (173,000 GBP) le 07 juillet 2015 (lot 85). Réalisé pour le noble breton Tanneguy IV du Chastel (1425-77), grand écuyer de France sous Charles VII et gouverneur du Rousillon et de la Cerdagne sous Louis XI. Avec un appétit insatiable pour les manuscrits enluminés, il commanda de nouveaux livres, et en 1476, il reçut de nombreux manuscrits confisqués à Jacques d'Armagnac, duc de Nemours, héritier d'une grande partie de la bibliothèque de Jean de Berry ; l'importante bibliothèque de Chastel est maintenant dispersée, avec de nombreux volumes conservés dans les bibliothèques nationales de Paris et de Vienne. Ce livre d'heures comprend le portrait de Tanneguy du Chastel (f.26r) et les devises " BESOING EN AY " (f.25v) et " LA ME VEUGE " (f.159v). De nombreuses miniatures comportent ses armoiries, burelé de 6, d'or et de gueules (ff.26r, 46r, 60r, 66r, 71v, 153r, 160r), qui ont été surpeintes et ne sont visibles qu'au dos de chaque feuille[66].

Bibliothèque de Jean du Chastel, évêque de Carcassonne :
La « librairie » de l’évêque Jean du Chastel fut certainement dispersée à sa mort. La mention explicite du notaire sur ses ouvrages montre qu’elle avait été soigneusement inventoriée après son décès.
Copenhague, Bibliothèque royale
- Thott 359. Tancrède de Bologne, Roffredo de Bénévent, etc. XIVe s.
- Gl. Kgl. S 197. Jean André, etc.. XIIIe s.
- Gl. Kgl. S 198. Jean André, Gencellinus de Cassaneis, etc. XIVe s.

Glasgow, Bibliothèque universitaire
- ¤ General 1125. Terence. Petrarque. XVe s.
- ¤ General 1189. Terence. XVe s.

Holkham Hall
- coll. Leicester 215. Grégoire XI. Décrétales.

Paris, Bibliothèque nationale de France
- Fr.. 6261. Histoire de l’ancien et du nouveau Testament en provençal. XVe s.
- Lat. 8926. Innocent IV, Commentaire sur les Décrétales ; Guillaume de Mandagout, De electionibus. XIVe s.

Coimbra, Biblioteca Geral da Universidade
- Coimbra BU 721. Jean de Imola. Commentaire sur les Décretales.
- Coimbra BU 722 et 723. Dominique de Sancto Geminiano, Commentaire sur les Décrétales.
- Coimbra BU 724. François de Zabarellis. Lecture sur les Décrétales.
- Coimbra BU 725. Jean de Imola. Commentaire sur les Clémentines. XVe siècle[63]

Manuscrits "annexes" en lien avec des personnages précités:
- Paris, Bibliothèque Sainte-Geneviève, 0022. Codicologie: codex ; parchemin ; 545 ff.; 455 mm x 320 mm. Auteur Petrus Comestor, Guiart des Moulins (traducteur). Titre: Bible historiale. Enluminures attribuées à Maître de Fauvel. Possesseur Hervé VII de Léon, Paris, abbaye Sainte-Geneviève. Notes: F. 545, Hervé de Léon a noté la date de 1341 : ms. forcément antérieur[67].

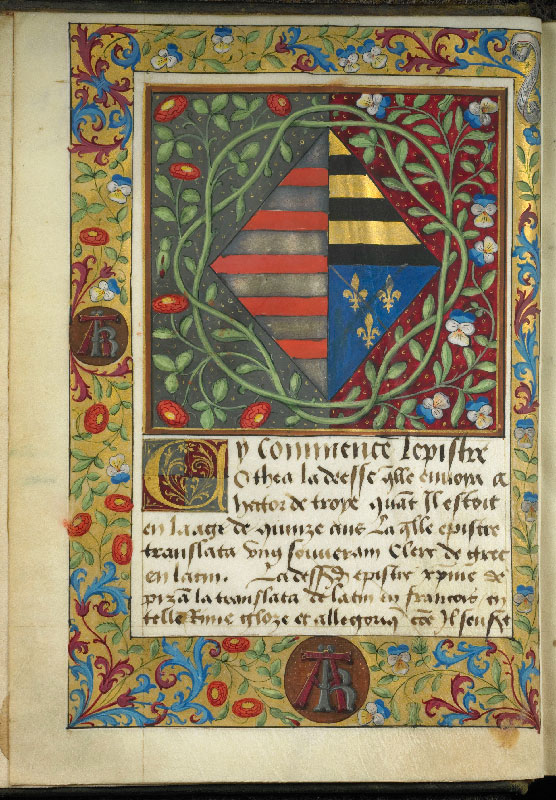
Epistre Othea de Christine de Pizan, réalisé vers le XVe siècle (4e 1/4). Manuscrit acquis par Catherine de Coëtivy après la mort de son époux vers 1485 ; armoiries en losange, f. 2v (cf. Roseline Harrouët) ; monogramme 'AK' de Catherine de Coëtivy et d'Antoine de Chourses.

- Epistre Othea de Christine de Pizan, réalisé vers le XVe siècle (4e 1/4). Manuscrit acquis par Catherine de Coëtivy après la mort de son époux vers 1485 ; armoiries en losange, f. 2v (cf. Roseline Harrouët) ; monogramme 'AK' de Catherine de Coëtivy et d'Antoine de Chourses.Chantilly, Musée Condé, 0495 (0942). Codicologie: codex ; parchemin ; 118 ff. (116, II); 185 mm x 132 mm. Auteur : Christine de Pizan. Titre : Epistre Othea. Origine : France du nord ? Datation: 15e s. (quatrième quart). Possesseur : Catherine de Coëtivy. Notes : manuscrit acquis par Catherine de Coëtivy après la mort de son époux vers 1485 ; armoiries en losange, f. 2v (cf. Roseline Harrouët) ; monogramme 'AK' de Catherine de Coëtivy et d'Antoine de Chourses.

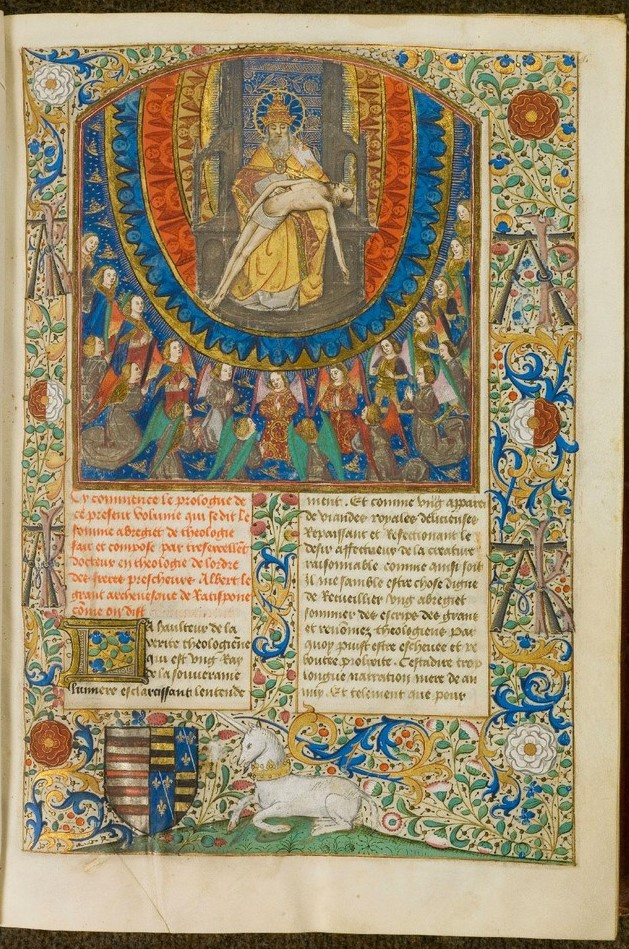
Somme abregiet de theologie, Hugo Ripelin de Argentina, 1481. Possesseur: Antoine de Chourses, chambellan de Louis XI (commanditaire), Catherine de Coëtivy. Note: "Ce présent volume fut escript et achevé à Hesdin par l'ordonnance et commandement de Anthoine de Choursses, seigneur de Maignyé et du Bois de Maine, conseillier et chambellan du roy et son gouverneur à Béthune, le premier jour d'aoust l'an mil CCCC IIII XX et I".

- Somme abregiet de theologie, Hugo Ripelin de Argentina, 1481. Possesseur: Antoine de Chourses, chambellan de Louis XI (commanditaire), Catherine de Coëtivy. Note: "Ce présent volume fut escript et achevé à Hesdin par l'ordonnance et commandement de Anthoine de Choursses, seigneur de Maignyé et du Bois de Maine, conseillier et chambellan du roy et son gouverneur à Béthune, le premier jour d'aoust l'an mil CCCC IIII XX et I".. Chantilly, Musée Condé, 0130 (0526). Codicologie: codex ; parchemin ; 277 ff. (V, 271, I); 386 mm x 267 mm. Auteur: Hugo Ripelin de Argentina, anonyme (traducteur). Titre: Somme abregiet de theologie. Origine: France du nord (Paris ?). Datation: 1481. Possesseur: Antoine de Chourses, chambellan de Louis XI (commanditaire), Catherine de Coëtivy. Notes: F. 276, colophon avec date, lieu et commanditaire : 'Ce présent volume fut escript et achevé à Hesdin par l'ordonnance et commandement de Anthoine de Choursses, seigneur de Maignyé et du Bois de Maine, conseillier et chambellan du roy et son gouverneur à Béthune, le premier jour d'aoust l'an mil CCCC IIII XX et I'. Même copiste que "Chantilly, Bibl. du château, ms. 0770 (1055)". Armoiries, monogramme 'AK' et emblèmes (roses et licorne) de Catherine de Coëtivy.

### Sceaux
Martine Fabre, Docteur en histoire (Sorbonne, Paris IV), chercheur associé au Centre de Recherche Bretonne et Celtique (CRBC), inventorie dix-sept témoignages, cités par ordre chronologique, avec les titres et qualités pris aux documents scellés et aux armoriaux.
1. seigneur Bernard du Chastel, chevalier, attesté en 1274.
2. Tanguy, chevalier bachelier, capitaine des châteaux et ville de Brest avec Henri de Kaer pour la comtesse de Montfort, en 1342. En 1350, il est seigneur du Chastel.
3. Gacien, chevalier, attesté en 1369. C’est probablement lui le sénéchal d’Agenais, gouverneur de Marmande et de Damazan, capitaine de Bouglon en 1372 et 1374. L'Inventaire des sceaux de la collection des pièces originales du Cabinet des titres à la Bibliothèque nationale. Tome premier / par Roman, Joseph (1840-1924), édité en 1909, donne la description suivante: 2966 CHÂTEL (GASSION DU), chevalier, gouverneur de Marmande, Caumont, Montpouillan, Samazan, Bouglon, Le Puech, Villefranche, Goutaut, Damazan et Faolhec. Chevalier debout armé de toutes pièces, tenant une lance et portant à son bras gauche un écu en targe à un château à trois tours accompagné d'une étoile au quartier dextre du chef et d'une tête de profil tournée à dextre, au quartier senestre; au bas, à droite et à gauche, un griffon. Quittances en blanc, 13 et 23 septembre 1372, 17 septembre 1374. — Sceau ogival, de 28 mill., cire rouge, simple queue de parchemin. — T. 702, D. 16271, p. 6 à 8[49].
4. Hervé, sire du Chastel, chevalier, qui jure et scelle l’acte de ratification du second traité de Guérande à Guingamp, en 1381.
5. Mahieu, chevalier, attesté en 1392.
6. Guillaume, chevalier, chambellan du roi Charles VI et du duc d’Orléans, qui participe au combat de Montendre, un combat en champ clos qui oppose quatre français et quatre anglais, en 1402. (à Montendre il s'agirait du combat des sept)
7. Hervé, écuyer, attesté en 1415-1416.
8. Olivier, sire du Chastel, chevalier, attesté par les sources de 1419 à 1427. Il ratifie le traité de Troyes en 1427, aux côtés de l’amiral de Bretagne, Jean sire du Penhoat, les deux sceaux apposés au même acte. Mais Olivier scelle aussi pour ses pairs, Sylvestre seigneur de La Feillée, Jean de Malestroit, seigneur de Kaer et de Beaumont, Guillaume seigneur de Ploeuc et Jeau de Kermellec, seigneur de Châteaugal. C’est lui le sénéchal de Saintonge, en 1416, mort en 1455.
9. Tanguy, chevalier, chambellan de Charles VI, régent puis roi, maréchal de Guyenne en 1416, maréchal des guerres en 1420 ; prévôt de Paris en 1416 et 1418; gouverneur d’Aigues-Mortes en 1434; viguier et châtelain de Beaucaire et d’Aigues-Mortes en 1438; lieutenant du gouverneur du Languedoc en 1446 et 1454. Enfin, il est chevalier de l’ordre du Croissant, un ordre de chevalerie créé par René d’Anjou en 1448, et figure à ce titre dans l’armorial de l’Ordre, mais avec la mention « trespassé », le recueil vraisemblablement établi après sa mort.
10. Un membre non identifié de la maison, attesté en 1456.
11. Tanguy, chevalier, vicomte de la Bellière, seigneur de Rénac, chambellan du roi, premier écuyer de corps et maître de l’écurie du roi, en 1460; gouverneur du Roussillon, en 1476.
12. Jeanne de Malestroit, veuve du précédent, son témoignage daté de 1481 et de 1492.
13. Tanguy seigneur du Chastel, en 1497.
14. Olivier, évêque de Saint-Brieuc [1506-†1525], son sceau attesté en 1519.
15. Rénac, son sceau attesté en 1499. une cour de justice établie, aux armes d’un Du Chastel
16. François, sire du nom, au XVe siècle, représenté dans les armoriaux factices.
17. Olivier sire du Chastel, commissaire de la montre reçue à Lesneven, en 1467, avec Guillaume de Penhoat, Tanguy de Kermavan et Thomas de Kerazret, représenté dans les armoriaux factices[68].

### Sépultures

#### Basilique Saint-Denis
Deux seigneurs du Chastel ont été inhumés à la Basilique Saint-Denis, par la volonté des rois de France:
- Guillaume II du Chastel, chambellan de Charles VI,

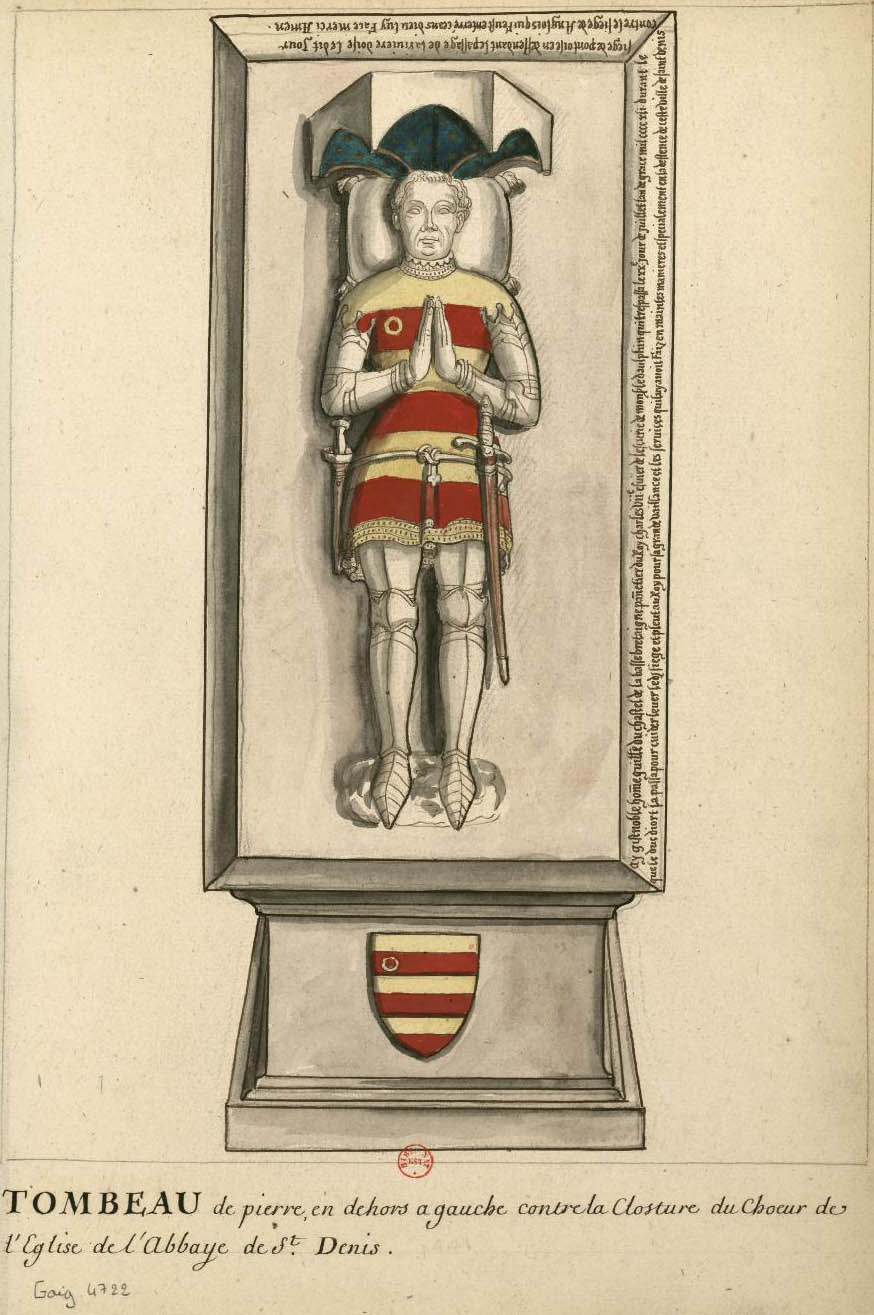
Gisant de Guillaume du Chastel dans l'église de l'abbaye Saint-Denis, mort le 20 juillet 1441 - Bibliothèque Nationale de France, département des estampes et de la photographie.

- Gisant de Guillaume du Chastel dans l'église de l'abbaye Saint-Denis, mort le 20 juillet 1441 - Bibliothèque Nationale de France, département des estampes et de la photographie.Guillaume III du Chastel, Grand panetier de Charles VII, écuyer du dauphin, le futur Louis XI. Le seigneur Guillaume du Chastel (on dit aujourd'hui Duchatel), grand pannetier du roi Charles VII, fut tué le 20 juillet 1441, en défendant, pendant le siège de-Pontoise, le passage de l'Oise contre les Anglais. En récompense de ses services, le roi ordonna qu'il fût « ensépulturé à Saint-Denis » où un tombeau de pierre, supportant sa statue couchée, également de pierre, lui fut édifié dans la chapelle de Notre-Dame la Blanche, avec l'épitaphe suivante : « Ci gît noble homme Guillaume Du Chastel de la Basse Bretagne, pannetier du roi Charles VII et écuyer d'écurie de monseigneur le Dauphin, qui trépassa le 23 de juillet, l’an de grâce 1441, durant le siège de Pontoise en défendant le passage de la rivière d'Oise, le dit jour que le duc d'York la passa pour cuider lever le dit siège, et plut au roi pour sa grande vaillance et les services qu'il lui avait faits en maintes manières, et spécialement en la défense de cette ville de Saint-Denis contre le siège des Anglais, qu'il fût enterré céans. Dieu lui fasse merci. Amen. »[69] (1441, 12 décembre - Mandement du roi pour l'exécution, par l'amiral de France (Prigent VII de Coëtivy) et autres, du testament de Guillaume du Chastel, et pour l'érection de son tombeau en l'église Saint Denis, près Paris.)[70]

#### Église Saint-Paul, ancienne église des Cordeliers à Beaucaire
À la nef de l'église des Cordeliers du XIVe siècle fut ajouté en 1450 un chœur étayé de petits arcs boutants d'où émerge la flèche à crochets typique des clochers méridionaux du XVe siècle. C'est Tanneguy du Chastel, viguier de Beaucaire, qui en fut le maître d'ouvrage et un écu portant ses armes orne la clef de voûte sise face à la porte latérale donnant sur la rue Eugène-Vigne.
Tanguy III du Chastel mourut à Beaucaire en 1458 (il aurait eu 88 ans, étant né en 1370) selon les anciennes archives des Cordeliers, dans les sacs des Bulles no 85, on y voyait une note du marquis de Maillanne :
«Anno Domini 1457, die 12 junii quae erat Dominica Trinitalis, fuit consecrata ecclesia Fratrum minorum conventus Bellicadri, ad requisitionem domini praepositi Tanequini de Castro, per dominum Ervensem ad requestam domini legati Avenionensis, nepotis domini praepositi, coemiterium et claustrum, cujus expensoe per dominum praepositum solutœ sunt.»
Au bas de cet acte, on lit :
« Anno Domini 1458, et penultima martii, die jovis sancta migravit ad Dominum, serenissimus miles dominus Tanequinus de Castro, Bellicadri vicarius, et praepositus Parisiensis, et die mercurii sequenti, fuit tumulatus in choro ecclesiae istius conventus, à quo habemus singulis annis à civibus Arelatensibus 8’ junii pensionem sexaginta florenorum. Requiescat in Pace.»

#### Basilique Santa Prassede de Rome
- Gabriel du Châtel, évêque d'Uzès mort en 1463, enseveli dans l'église Sainte-Praxède de Rome, où se lit encore son épitaphe, rédigée par Alain de Coëtivy, son cousin, cardinal d'Avignon.

Pierre tombale de l'église Sainte-Praxède, dans le pavement de la nef gauche, entre la troisième et la quatrième colonne. Elle est aujourd'hui complètement effacée :
« I) — GABRIELI DE CASTRO EPO

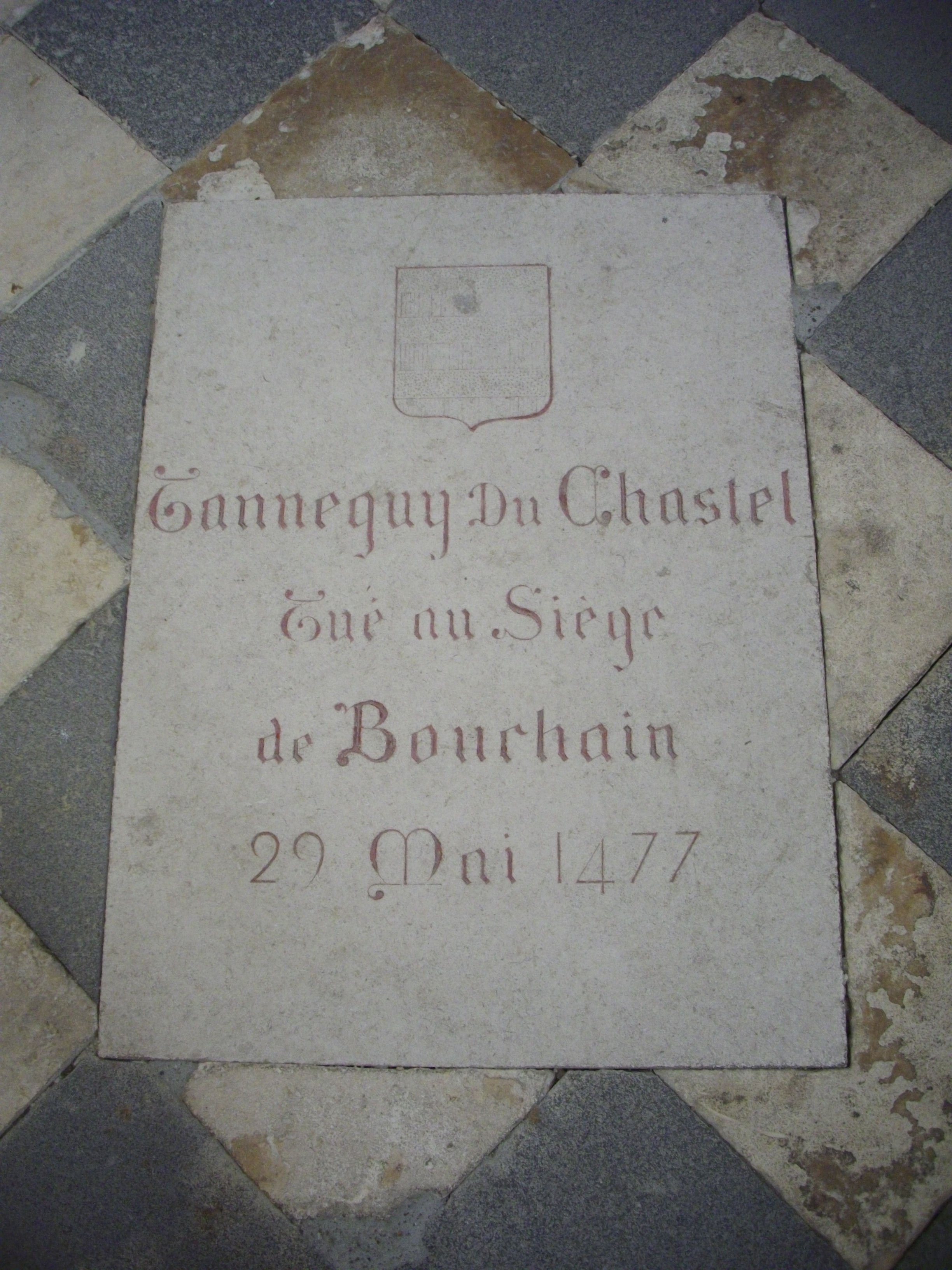
La tombe de à Cléry-Saint-André.

II) — VTICEN ORIGINE BRITONI CONSOBRINO CARISSIMO ALANVS SACRE EDIS
III) — CARDINALIS AVINIONEN IN MERENTI
IV) — FECIT OBIIT ANO XPI MCCCCLXIII MENSE SEPTEMBRI ETATIS SVE XXXIIII »

#### Basilique Notre-Dame de Cléry
- Tanneguy IV du Chastel fut tué d'un coup de fauconneau le 29 mai 1477 au siège de Bouchain (Nord), en Picardie, au cours d'une guerre contre la Bourgogne, après la mort de Charles le Téméraire. Louis XI le fit inhumer à Notre-Dame de Cléry, où lui-même se fera enterrer en 1483. "Le grand sarcophage dans la crypte de la basilique de Notre-Dame de Cléry, a été ouvert le 9 septembre 2001. On y a trouvé des ossements (notamment de Tanguy du Chastel) dont l'étude a été effectuée par Sergueï Alexandrovitch Gorbenko, de l'Institut de reconstruction anthropologique de Lvov, en Ukraine."[73],[74] La tombe de Tanguy du Chastel était située "à droite de l'escalier du caveau royal. Tanneguy était un géant de 1,91 mètre."[75]

#### Cathédrale Saint-Michel de Carcassonne
- Jean du Chastel, évêque de Carcassonne, inhumé le 26 septembre 1475, en la cathédrale Saint-Michel de Carcassonne.

#### Église de Landeleau

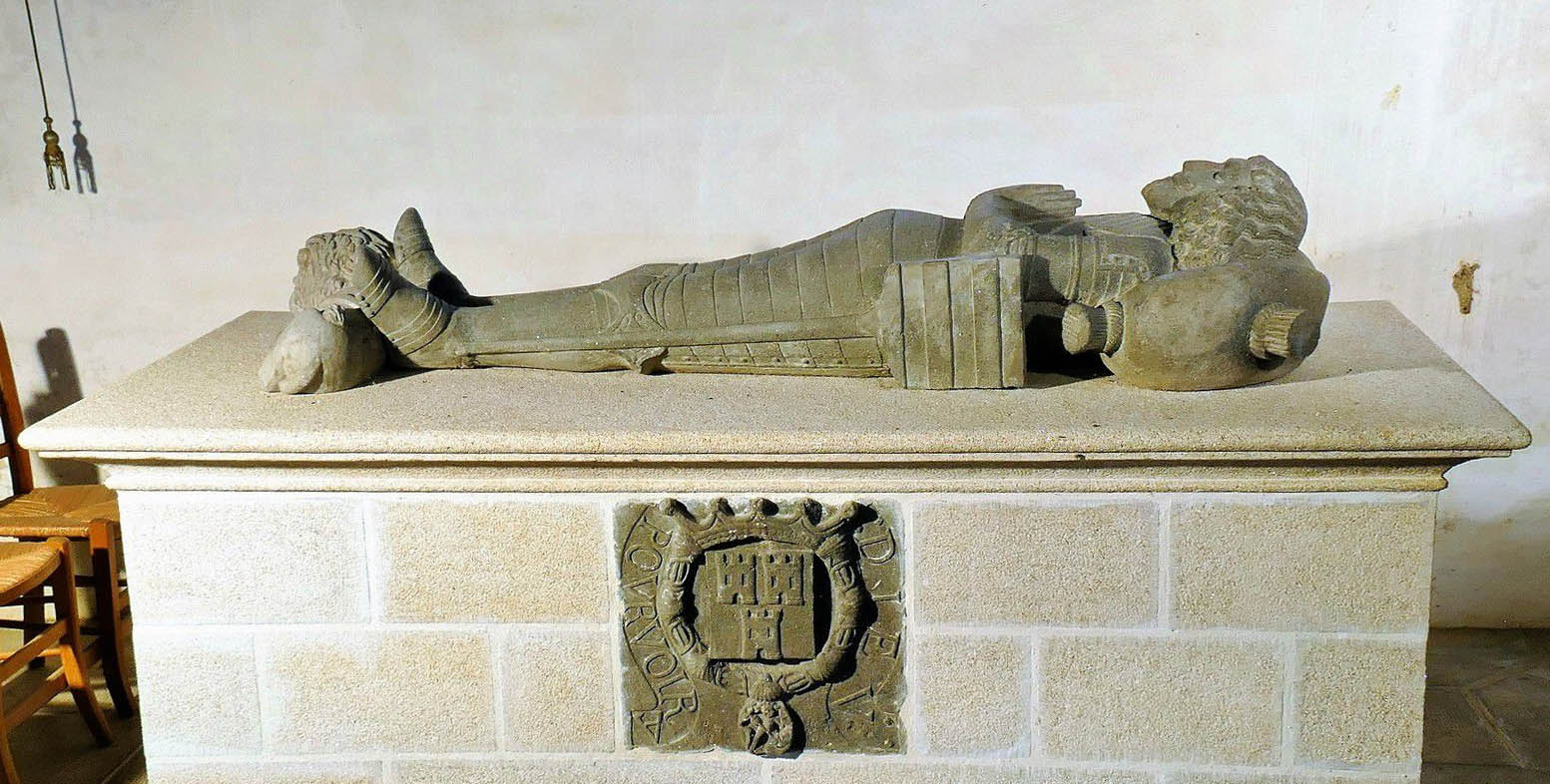
Gisant d'Auffray du Chastel en l'église de Landeleau. Kersanton, 1638, par le sculpteur Roland Doré. Photographie : Jean-Yves Cordier.

Le gisant d'Auffray du Chastel est identique aux autres réalisés par le sculpteur Roland Doré : allongé, mains jointes, et vêtu de la même armure au col à plis empesés, il porte à son bras gauche l'écusson des Du Chastel, "fascé d'or et de gueules de six pièces", qui cache la garde d'une longue épée dont la lame descend jusqu'aux solerets. Ses pieds reposent sur un lion. Une banderole en breton se déploie sur le dos de la bête et donne la devise des Du Chastel e, breton : MAR : CAR : DOE, "S'il plait à Dieu".
Armoiries  Du Chastel de Châteaugal. De gueules à trois châteaux d’or, deux et un. Collier de l'Ordre de Saint-Michel. Couronne de marquis. Devise : DIEV :  POVRVOIRA.  Cette devise n'est attestée ou relevée nulle part sous sa forme française, mais celle des de Goësbriand est "Dieu y pourvoira". Chateaugal (de) sr dudit lieu et du Granec, par. de Landeleau, év. de Cornouaille. De gueules à trois châteaux d'or. Jeanne, abbesse de la Joie en 1370, † 1390. La branche aînée fondue en 1312 dans les Kermellec qui adoptèrent les armes de Châteaugal, en retenant le nom de Kermellec, d’où la seigneurie de Châteaugal a passé par alliance en 1433 aux du Chastel-Mezle.  Au pied du gisant, le lion portant sur une banderole la devise MAR : CAR : DOE,  "Sil plait à Dieu", forme bretonne équivalente de  DIEV POVRVOIRA. Selon Kerbiriou, "Depuis 1438, la seigneurie de Châteaugal était passée par alliance à cette branche de Mezle, dont la devise était : Da vad e teui et Mar car Doue. " Dans le culturezine d'Hervé Torchet la devise est celle de Tanneguy II du Chastel en 1449 : "Devise “ marc car doué ” ( s’il plait à Dieu ) sur son écu , “ da vad  è  tevy ” ( tu n’as qu’a venir) sur sa bannière, cri de guerre de sa maison, Tanneguy II du Chastel  1449". Mais avec une erreur de transcription sur "marc" au lieu de "mar".
Armoiries Du Chastel en alliance avec Ploeuc d'hermines à trois chevrons de gueules et Kermellec vairé d'argent et de gueules à la bordure engreslée d'azur. Mariage de Henri du Chastel, seigneur de Mezle et de Isabeau de Kermellec, dame de Châteaugal et fille de Jehan, vers 1420.

#### Église Notre-Dame de Confort-Meilars
L'église Notre-Dame de Confort est construite sous François Ier, entre 1528 et 1544. Elle a été fondée par Alain III de Rosmadec, marquis de Pont-Croix et comte de Molac, et son épouse, Jeanne du Chastel. Elle présente toutes les caractéristiques de la première période du style ogival.

La maîtresse vitre de l'église est consacrée à l'arbre de Jessé,, au bas on distingue le prophète Jérémie qui présente le donateur Alain de Rosmadec et en vis-à-vis, Jeanne du Chastel (fille Olivier du Chastel + 1476 et Marie de Poulmic, alliance Rosmadec) présentée par le prophète Isaïe. Sa robe damassée, sa chemise blanche à col montant, ses bijoux (collier, broche, bagues à tous les doigts), ses manches réalisées avec ce verre rouge gravé de la robe de Jessé et la présence de crevés (ou taillades) propres aux règnes de François Ier et de Henri II dans l'histoire du vétêment, confirment une datation vers 1530,.

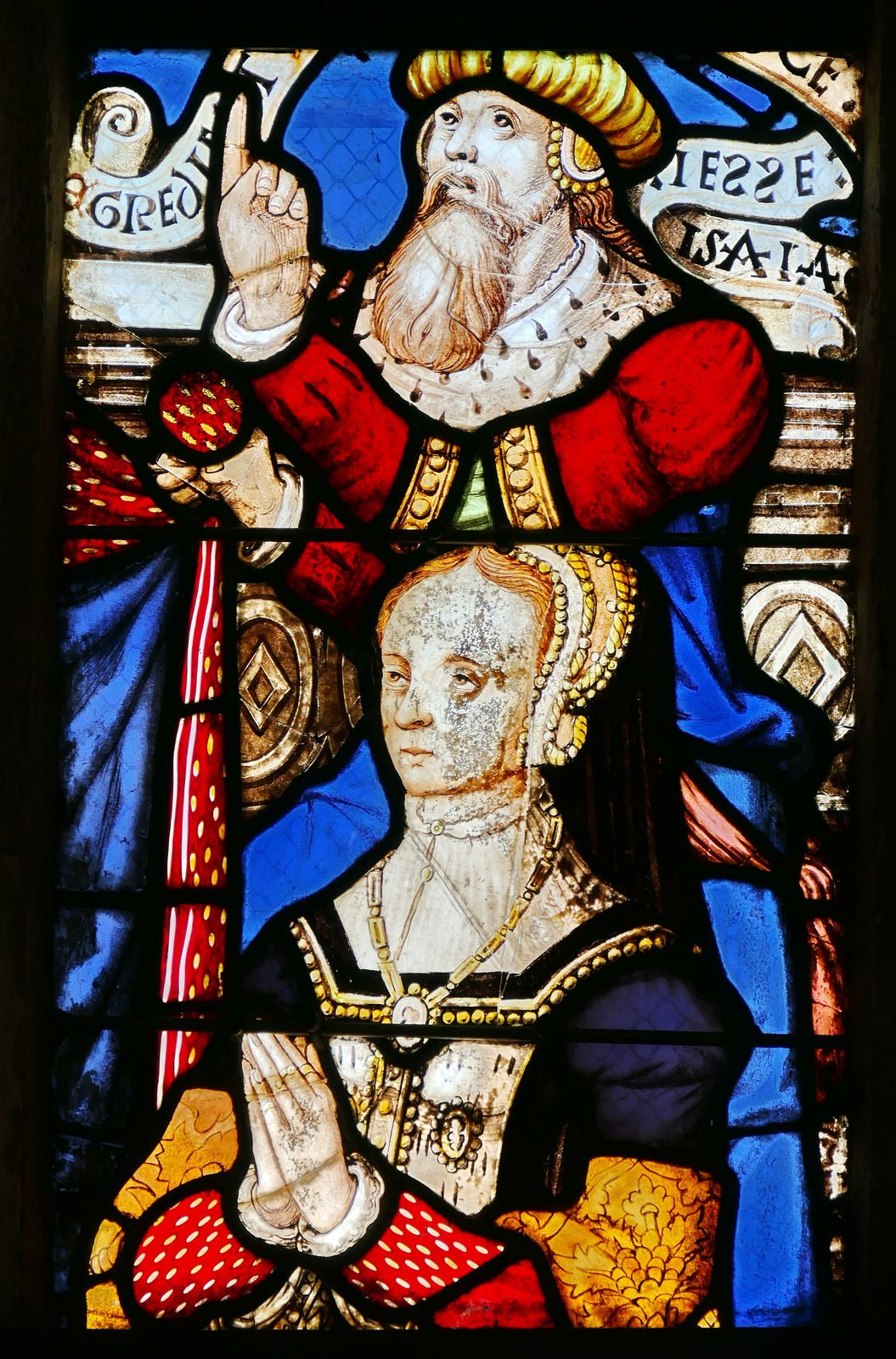
Jeanne du Chastel présentée par le prophète Isaïe, Maîtresse vitre de l'église de Confort-Meilars vers 1530. Photo : Jean-Yves Cordier.

#### Chapelle Sainte-Barbe du Faouët
La chapelle Sainte-Barbe est située sur la commune de Le Faouët dans le Morbihan, étape sur un des chemins bretons du pèlerinage vers Saint-Jacques-de-Compostelle et sanctuaire attirant de nombreux fidèles lors du pardon de sainte Barbe. La chapelle est éclairée par six baies, dont quatre (baies 1 ; 2 ; 3; et 6) ont conservé leur verrières d'origine, installées entre 1512 et 1515 lors de sa construction commanditée par le seigneur du lieu, Jean de Bouteville. La baie 2, dite de la Transfiguration, se situe à l'est de l'autel principal, sur un mur oblique délimitant le chœur de cette curieuse chapelle dépourvue de nef.
La donatrice Jeanne du Chastel (fille Tanguy du Chastel +1521 et Marie du Juch, alliance Bouteville) est présentée par sainte Marie-Madeleine au registre inférieur de la baie 2. Elle est à genoux face au prie-dieu où est ouvert son livre d'Heures. Elle porte la coiffe noire type "Anne de Bretagne" déjà décrite sur la donatrice de la baie 1. De même, elle porte le bustier à décor médian de médaillons dorés, et à encolure carrée, également décrit en baie 1. Par contre, la lourde chaîne en or à anneaux ovales, signe de richesse et donc de haute noblesse, ne se trouvait pas en baie 1. C'est un argument possible pour identifier ici Jeanne de Chastel, la dame de Faouët "en exercice". Les armoiries parti Bouteville et de Chastel de sa robe nous y incitent, mais comme elles sont dues à une restauration, elles ne sont pas un indice fiable d'identification. De même, la manche bleue et son revers en verre vert gravé est l'œuvre d'un restaurateur. L'altération des mains et du livre témoigne de leur ancienneté. Au-dessus de la niche violette à cul-de-four, les deux anges joueurs de cornemuse sont présents comme en lancette A (et en lancette C),.

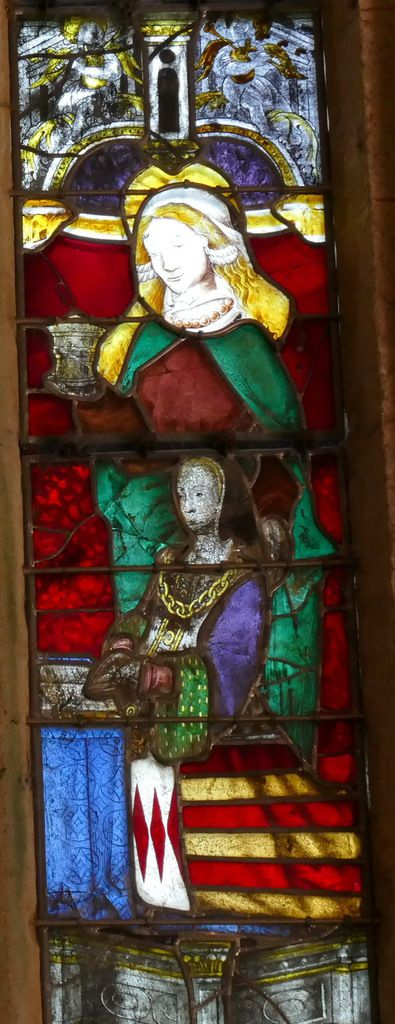
Jeanne du Chastel (alliance Bouteville) présentée par Sainte Marie-Madeleine, Baie 2 de la Chapelle Sainte-Barbe du Faouët. Photo : Jean-Yves Cordier.

## Généalogie
À la réformation de 1491, la famille du Chastel avait justifié de quatorze générations, la famille était donc toujours en possession, à la fin, dès la fin du XVe siècle, de documents prouvant son ascendance probablement jusqu'au XIe s. Selon Olivier Rouchon, docteur en histoire et maître de conférences à l'université d'Avignon; disposer d’une généalogie sur titres devait être peu commun dans le royaume de France au début du XVIe siècle car il n’y avait pas encore de pression étatique contraignant les familles nobles à prouver leur ancienneté. Des recherches de noblesses avaient lieu dans quelques régions qui constituaient des cas particuliers, notamment en Normandie de 1463 à 1523; à cette dernière date, la plupart des nobles de Normandie furent capables de « déclarer leur généalogie » et de la prouver avec des actes mais sur trois à cinq générations en général.
Le Bulletin de la Société académique de Brest, tome XIX, 1894, cite au sujet de la réformation de 1491: "1491, date mémorable, où les ombres des vieux Tierns bretons gémirent et pleurèrent dans leurs sarcophages de granit, sur l'indépendance ravie à leur ancienne Bretagne, soudée indissolublement à la France, par le mariage de la duchesse Anne avec le roi de France, Charles VIII.".
Cette généalogie est simplifiée et reste lacunaire :
Les documents présentés à la réformation de 1491 devaient probablement couvrir les XIe et XIIe siècles, les mentions de personnages pour cette période ci-dessous peuvent constituer des cas d'homonymies ou non mais peuvent également être issus de documents douteux indépendant de la famille du chastel en particulier (cf listes de Delvincourt "où sont mentionnés tous les nobles du duché").
- 1057 à Nantes et 1080 à Rennes : premières mentions de personnages dits "du Chastel" appartenant ou non à ce lignage dans des actes officiels.
- Marc du Chastel (Marc de Castro) témoin dans une charte de saint-Georges en 1080[84].
- Arthur du Chastel (Artur de Castello), témoin dans un acte donné en 1086 au profit de l’abbaye Saint-Florent de Saumur par Giron pourrait être apparenté à ce dernier, détenteur du château qui depuis porte son nom (Châteaugiron)[85].
- 1185 : deux membres dits "du Chastel" participent à une assise tenue cette année-là par Geoffroy II, duc de Bretagne. Cette référence correspond à une des listes dressées vers 1780 par Nicolas Delvincourt "où sont mentionnés tous les nobles du duché"[86], ces listes constituant de faux documents[85].
- vers 1250 : Bernard du Chastel époux de Constance[85] de Léon, scelle de son sceau un acte en 1274. « Il y est représenté à cheval, tenant l'épée haute de sa main droite, et soutenant de la gauche un écu chargé de fasces, le cheval caparaçonné aux mêmes armes. »[87]
- fin XIIIe siècle : Hervé du Chastel (son existence est attestée par des actes de 1288 et 1294), époux de Sybille de Leslem, reçoit en fief le bourg de Recouvrance en remerciement de sa résistance lors d'un siège de Brest par les Anglais, probablement en 1296. « La Motte-Tanguy, sur laquelle s'élèvera plus tard, à l'initiative de Tanguy Ier du Chastel, la bastide de Quilbignon, marquait le siège de cette juridiction »[88]. Cette tour, désormais connue à Brest sous la dénomination de tour Tanguy, avait été construite pour asseoir le pouvoir de cette seigneurie, en face du château qui représentait le pouvoir ducal.
- Bernard II du Chastel, époux d'Éléonore de Rosmadec.
- ? - 1352 : Tanguy Ier du Chastel, époux de Tiphaine de Plusquellec, lieutenant général des armées de Jean de Montfort lors de la guerre de Succession de Bretagne (1341 - 1364) à laquelle il participa, gagnant en 1347 la bataille de La Roche-Derrien contre Charles de Blois et en 1352 la bataille de Mauron, où il vainc Guy II de Nesle, maréchal de France. Constructeur de la tour Tanguy à Brest. Il est peut-être (ou son père) le constructeur du château de Trémazan.
- Bernard du Chastel et Briant du Chastel, tous deux exécutés parce qu'ils soutenaient Jean de Montfort.
- Garfin du Chastel servit le roi d'Angleterre Édouard III en 1367 puis le duc d'Anjou qui en fit le maréchal de son armée[89].
- Tanneguy du Chastel, seigneur de la Roche-Dronion, fondateur de la branche des seigneurs de Mezle (Plonévez-du-Faou). Il eut parmi ses descendants :
- ? - 1602 : Tanguy du Chastel, mort en 1602 au siège d’Ostende.
- ? - 1370 : Guillaume Ier du Chastel, époux d'Alix de Lesourny, sire du Chatel et de Coetangars (titre qu'il hérite de son frère Garfin, décédé sans postérité). Il rendit de grands services au duc de Bretagne Jean pour le compte duquel il demeura prisonnier, payant 6 000 écus d'or pour sa rançon.
- Hervé II du Chastel (1340 -1397), seigneur du Chastel, Leslem et Lesourmy, qui épousa en 1360 Méance de Lescoet. Il se battit pour le compte du roi Charles V. Il eut quatre fils :
- Hervé III du Chastel
- ? - 1404 : Guillaume II du Chastel, chambellan de Charles VI. Il gagna la bataille navale de la Pointe Saint-Mathieu[90] contre les Anglais en juin 1403 et pilla les îles de Jersey et Guernesey. Décédé sans postérité lors d'un tentative de débarquement à Plymouth. Enterré à la basilique Saint-Denis.
- Thomas du Chastel, époux de Marie de Coëtelez, devint seigneur de Coëtelez.
- Christophe du Chastel, évêque de Tréguier, décédé en 1491.
- Catherine du Chastel (née en 1365), épouse d'Alain III de Coëtivy et mère du cardinal d'Avignon.
- 1370 - 1459 : Tanneguy III du Chastel, chambellan du Roi, prévôt de Paris, servit le roi Charles VII et décéda en Provence sans postérité.
- ? - 1455 : Olivier du Chastel, épouse en 1408 Jeanne de Plœuc, chambellan du duc de Bretagne, capitaine de Dinan et de Brest.
- ? - 1441 : Guillaume III du Chastel, Grand panetier de Charles VII, écuyer du dauphin, le futur Louis XI, décédé lors du siège de Pontoise en 1441. Décédé sans postérité. Enterré dans la basilique Saint-Denis.
- Jean du Chastel, évêque de Carcassonne entre 1459 et 1475
- vers 1425 - 1477 : Tanneguy IV du Chastel, vicomte de la Bellière, grand écuyer de France, gouverneur du Roussillon et de Cerdagne, époux de Jeanne Raguenel de Malestroit. Tué en 1477 au siège de Bouchain (Nord), en Picardie, au cours d'un guerre contre la Bourgogne, après la mort de Charles le Téméraire.
- Jeanne du Chastel, mariée à Louis, seigneur de Montejan et de Sillé-le-Guillaume.
- François du Chastel, époux de Jeanne de Kerman, chevalier banneret en 1455.
- Olivier II du Chastel, épouse en 1459 Marie de Poulmic
- Tanguy V du Chastel, qui épouse le 21 octobre 1492 Louise du Pont-l'Abbé (décédée en 1495) et le 26 mars 1501 Marie du Juch, constructeur de l'actuelle chapelle de Kersaint, consacrée à saint Tanguy et sainte Haude. Ils fondèrent aussi en mai 1507 l'abbaye Notre-Dame-des-Anges à Landéda.
- Gilette du Chastel (fille de Louise du Pont-l'Abbé), héritière du Pont-L'Abbé, de Rostrenen et de Langon, mariée le 7 février 1517 à Charles Ier du Quélennec, vicomte du Faou.
- ? - 1537 : François du Chastel, épouse en 1522 Anne Duchastellier.
- ? - 1555 : Claude du Chatel, baron de Juch, épouse Claude d'Acigné. Il n'en eût que deux filles, ce qui provoqua l'extinction de cette branche aînée des Du Chastel
- Anne du Chatel, épouse Guy de Rieux (fils aîné de Jean V de Rieux et de Béatrix de Jonchères et frère de René de Rieux, dit « Sourdéac »).
- Jeanne du Chatel, épouse Charles Gouyon de la Moussaye.
- Gabriel du Chastel, seigneur de Coetangars, épouse Jean de Saint-Gouhenon
- Tanguy du Chastel, seigneur de Coetangers, épouse Marie de Kerguiziau
- Olivier du Chastel, abbé de l'abbaye Notre-Dame de Daoulas entre 1536 et 1550. Fils de Tanneguy IV du Chastel, il est le constructeur de la fontaine Notre-Dame-des-Fontaines à Daoulas et fut inhumé dans le chœur de l'église abbatiale.
- Guillaume du Chastel, seigneur de Coetangars, époux de Marie de Kerazret, puis de Leventze de Kermeno. Il aurait été capitaine de Brest selon Jean-Baptiste Ogée, mais plus probablement commandant du ban et de l'arrière-ban de l'évêché de Léon, combattant notamment en 1558 les Anglais qui avaient envahi et pillé Plougonvelin.
- Jean du Chastel, seigneur de Coetangars, gentilhomme de la Chambre du Roi, chevalier de l'Ordre de Saint-Michel, épouse d'abord Marguerite du Cosquier, puis en 1625 Marie Le Long de Keranroux, qui le rendit père d'au moins trois fils :
- Ignace-François du Chastel, époux de Marie de Kerman.
- Marc-Antoine du Chastel, seigneur de Kéranroux.
- Tanguy du Chastel, baron de Bruillac, épouse en 1659 Françoise de Kerprigent.
- Jacques-Claude du Chastel, épouse en 1691 Marguerite de La Porte.
- Hyacinthe-Marie du Chastel, chevalier de l'Ordre de Saint-Louis, épouse en 1730 François-Mauricette de Kergariou.
- Jacques-Thomas du Chastel, lieutenant de vaisseau du Roi, tué en 1759.
- Raymond-Balthazar du Chastel, époux de Louise des Vergers.
- Claude-Tanguy du Chastel, épouse en 1770 Marie-Louise de Kerliviau, capitaine de vaisseau du Roi.
- 1742 - 1816 : Victor-Pierre du Chastel, époux de Catherine de Saint-Gervazy.
- 1790 - 1865 : Gabriel-Victor du Chastel, épouse à la Martinique Marie d'Anglars de Bassignac.
- Louis-Jonathas du Chastel, inspecteur général des troupes du Roi en Amérique, chevalier de Saint-Louis, gouverneur de Marie-Galante.
- Olivier III du Chastel, évêque de Saint-Brieuc entre le 9 mars 1506 et le 16 mai 1525, date de son décès.
- Juzette du Chastel, épouse d'Yvon le Moyne, chevalier, duquel sont issus les seigneurs de Trévigner en l'évêché de Léon.